# Inimă
Inima sau cordul este organul reprezentativ al aparatului cardiovascular, ea fiind situată în cutia toracică, în mediastin (spațiul dintre plămâni). Are un rol vital în circulația sângelui și implicit în menținerea vieții.
La Oameni, alte Mamifere și Păsări, inima este împărțită în patru camere: atriul stâng și drept în partea superioară și ventriculul stâng și drept în partea inferioară. De obicei, atriul și ventriculul drept sunt denumite împreună inima dreaptă, iar omologii lor din partea stângă sunt denumiți inima stângă. Pe de altă parte, peștii au două camere, un atriu și un ventricul, în timp ce majoritatea reptilelor au trei camere. Într-o inimă sănătoasă, sângele curge într-o singură direcție prin inimă datorită valvelor cardiace, care previn refluxul. Inima este închisă într-un sac protector, pericardul, care conține și o cantitate mică de lichid. Peretele inimii este format din trei straturi: epicard, miocard și endocard. La toate vertebratele, inima are o orientare asimetrică, aproape întotdeauna pe partea stângă. Conform unei teorii, acest lucru este cauzat de o răsucire axială în dezvoltarea embrionului timpuriu.
Inima pompează sângele cu un ritm determinat de un grup de celule pacemaker din nodul sinoatrial. Acestea generează un curent electric care determină contracția inimii, care trece prin nodul atrioventricular și de-a lungul sistemului de conducere al inimii. La oameni, sângele dezoxigenat intră în inimă prin atriul drept din venele cave superioare și inferioare și trece în ventriculul drept. De aici, este pompat în circulația pulmonară către plămâni, unde primește oxigen și elimină dioxid de carbon. Sângele oxigenat se întoarce apoi în atriul stâng, trece prin ventriculul stâng și este pompat prin aortă în circulația sistemică, circulând prin artere, arteriole și capilare, unde substanțele nutritive și alte substanțe sunt schimbate între vasele de sânge și celule, pierzând oxigen și câștigând dioxid de carbon, înainte de a se întoarce la inimă prin venule și vene. Inima bate la o frecvență de repaus de aproximativ 72 de bătăi pe minut. Exercițiul fizic crește temporar ritmul, dar îl scade pe termen lung și este benefic pentru sănătatea inimii.
Bolile cardiovasculare sunt cea mai comună cauză de deces la nivel global începând cu 2008, reprezentând 30% din toate decesele umane. Dintre acestea, peste trei sferturi sunt rezultatul bolii coronariene și al accidentului vascular cerebral. Factorii de risc includ: fumatul, excesul de greutate, lipsa exercițiului fizic, colesterolul ridicat, hipertensiunea arterială și diabetul slab controlat, printre altele. Bolile cardiovasculare nu prezintă frecvent simptome, dar pot cauza dureri în piept sau dificultăți de respirație. Diagnosticul bolilor de inimă se face adesea prin luarea istoricului medical, ascultarea sunetelor inimii cu un stetoscop, precum și cu ajutorul EKG-ului și a ecocardiogramei, care utilizează ultrasunete. Specialiștii care se concentrează pe bolile inimii sunt numiți cardiologi, deși multe alte specialități medicale pot fi implicate în tratament.

## Structură

### Locație și formă

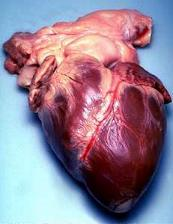
Inima umană în timpul unei autopsii

Inima umană este situată în mediastin, la nivelul vertebrelor toracice T5-T8. Un sac cu dublă membrană numit pericard înconjoară inima și se atașează de mediastin. Suprafața posterioară a inimii se află aproape de coloana vertebrală, iar suprafața anterioară, cunoscută sub numele de suprafață sternocostală, este situată în spatele sternului și a cartilajelor costale. Partea superioară a inimii este punctul de atașare pentru mai multe vase de sânge mari—vene cave, aortă și trunchiul pulmonar. Partea superioară a inimii se află la nivelul celui de-al treilea cartilaj costal. Vârful inferior al inimii, apexul, se află la stânga sternului (la 8–9 cm de linia mediană sternală) între joncțiunea dintre coastele a patra și a cincea, aproape de articulația lor cu cartilajele costale.
Inima umană este situată în mediastin, la nivelul vertebrelor toracice T5-T8. Un sac cu dublă membrană numit pericard înconjoară inima și se atașează de mediastin. Suprafața posterioară a inimii se află aproape de coloana vertebrală, iar suprafața anterioară, cunoscută sub numele de suprafață sternocostală, este situată în spatele sternului și a cartilajelor costale. Partea superioară a inimii este punctul de atașare pentru mai multe vase de sânge mari—vene cave, aortă și trunchiul pulmonar. Partea superioară a inimii se află la nivelul celui de-al treilea cartilaj costal. Vârful inferior al inimii, apexul, se află la stânga sternului (la 8–9 cm de linia mediană sternală) între joncțiunea dintre coastele a patra și a cincea, aproape de articulația lor cu cartilajele costale.
Cea mai mare parte a inimii este de obicei ușor deplasată spre partea stângă a pieptului (deși ocazional poate fi deplasată spre dreapta) și se simte pe partea stângă deoarece inima stângă este mai puternică și mai mare, deoarece pompează sângele către toate părțile corpului. Deoarece inima este între plămâni, plămânul stâng este mai mic decât plămânul drept și are o incizie cardiacă pe marginea sa pentru a acomoda inima. Inima are o formă conică, cu baza orientată în sus și se îngustează spre apex. O inimă adultă are o masă de 250–350 grame. Inima este adesea descrisă ca având dimensiunea unui pumn: 12 cm în lungime, 8 cm în lățime și 6 cm în grosime, deși această descriere este contestată, deoarece inima este probabil ușor mai mare. Sportivii bine antrenați pot avea inimi mult mai mari datorită efectelor exercițiilor fizice asupra mușchiului cardiac, similar cu răspunsul mușchiului scheletic.
| Câteva valori ale inimii umane (valori medii) | Câteva valori ale inimii umane (valori medii)                                                                |
| --------------------------------------------- | --- |
| Lungime                                       | 15 cm |
| Greutate                                      | 300 g |
| Volumul bătăilor                              | 70 cm³ per bătaie                                                                                            |
| Debit cardiac                                 | 4,9 Litrii/Minut                                                                                             |
| Debit cardiac în timpul efortului intens      | 20–25 Litrii/Minute                                                                                          |
| Lucrul mecanic al inimii                      | 0,8 Joule pe bătaie (ventriculul stâng) 0,16 Joule pe bătaie (ventriculul drept) 100.000 Joule pe zi (total) |

### Camere

Animație generată de computer a unei inimi umane care bate

Inima are patru camere: două atrii superioare, camerele de primire, și două ventricule inferioare, camerele de evacuare. Atrii se deschid în ventricule prin valvele atrioventriculare, situate în septul atrioventricular. Această distincție este vizibilă și pe suprafața inimii sub forma șanțului coronarian. În atriul drept superior există o structură în formă de ureche numită apendicele atrial drept sau auriculă, iar în atriul stâng superior se află apendicele atrial stâng. Atriul drept și ventriculul drept sunt denumite împreună uneori inima dreaptă. În mod similar, atriul stâng și ventriculul stâng sunt denumite uneori inima stângă. Ventriculele sunt separate între ele prin septul interventricular, vizibil pe suprafața inimii sub forma șanțului longitudinal anterior și a șanțului interventricular posterior.
Scheletul fibros cardiac oferă structură inimii. Acesta formează septul atrioventricular, care separă atriile de ventricule, și Inelele fibroase, care servesc drept baze pentru cele patru valve ale inimii. Scheletul cardiac oferă, de asemenea, o graniță importantă în sistemul de conducere electrică al inimii, deoarece colagenul nu poate conduce electricitatea. Septul interatrial separă atriile, iar septul interventricular separă ventriculele. Septul interventricular este mult mai gros decât septul interatrial, deoarece ventriculele trebuie să genereze o presiune mai mare atunci când se contractă.

### Valve

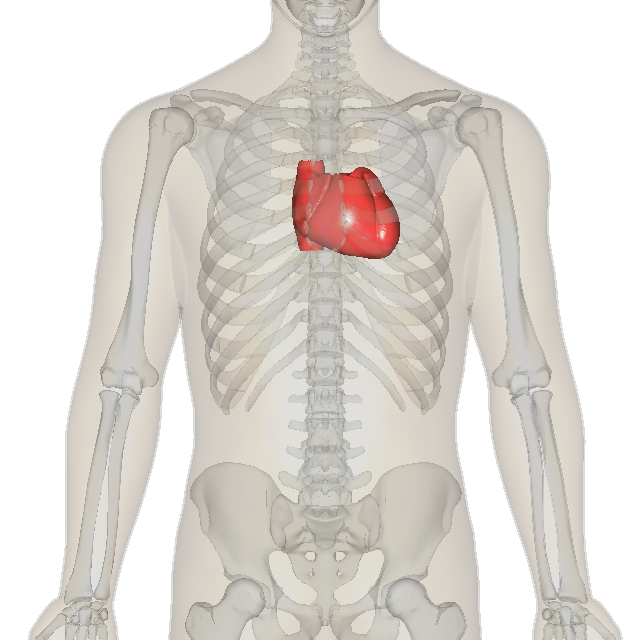
Inima omului se află în mijlocul toracelui, cu vârful îndreptat spre stânga.

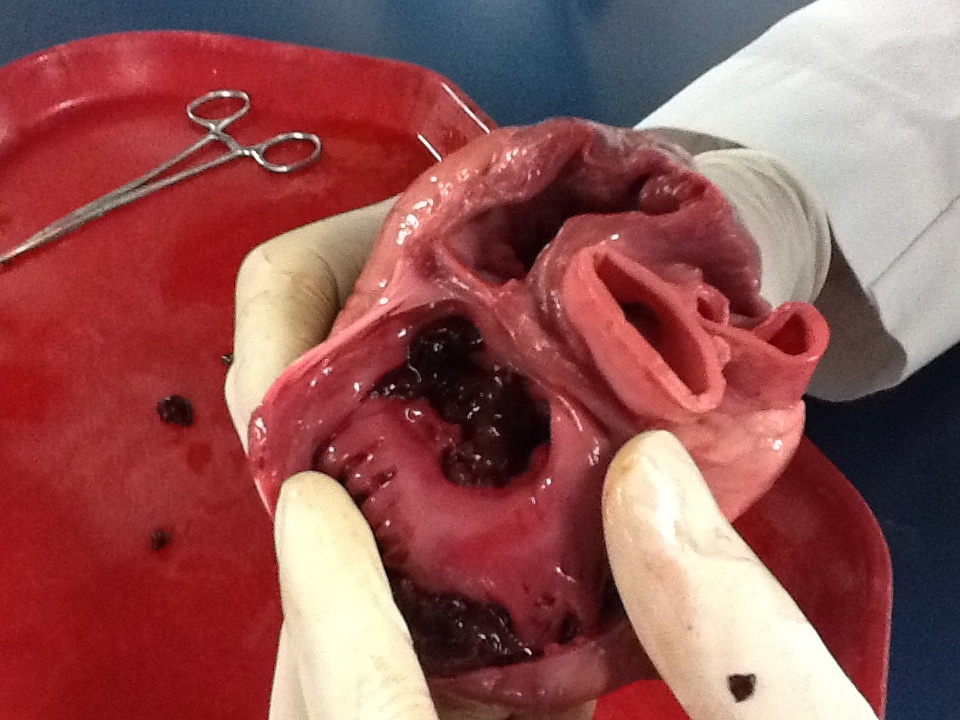
Inima este disecată arătând ventriculii.

Inima are patru valve care separă camerele sale. O valvă se află între fiecare atriu și ventricul, iar o altă valvă se află la ieșirea fiecărui ventricul.
Valvele dintre atrii și ventricule se numesc valve atrioventriculare. Între atriul drept și ventriculul drept se află valva tricuspidă. Valva tricuspidă are trei cuspide, care se conectează la coardele tendinoase și la trei mușchi papilari numiți mușchiul anterior, posterior și septal, după pozițiile lor relative. Valva mitrală se află între atriul stâng și ventriculul stâng. Este cunoscută și sub numele de Valvă bicuspidă datorită celor două cuspide, una anterioară și una posterioară. Aceste cuspide sunt atașate, de asemenea, prin coarde tendinoase la doi mușchi papilari care se proiectează din peretele ventricular.
Mușchii papilari se extind de la pereții inimii către valve prin conexiuni cartilaginoase numite coarde tendinoase. Acești mușchi previn retroversia excesivă a valvelor atunci când se închid. În faza de relaxare a ciclului cardiac, mușchii papilari sunt, de asemenea, relaxați, iar tensiunea pe coardele tendinoase este redusă. Pe măsură ce camerele inimii se contractă, la fel se contractă și mușchii papilari. Aceasta creează tensiune pe coardele tendinoase, ajutând la menținerea cuspidelor valvelor atrioventriculare în loc și prevenind deplasarea acestora înapoi în atrii.
Două valve semilunare suplimentare se află la ieșirea fiecărui ventricul. Valva pulmonară este situată la baza arterei pulmonare. Aceasta are trei cuspide care nu sunt atașate la mușchii papilari. Când ventriculul se relaxează, sângele curge înapoi în ventricul din arteră, iar acest flux de sânge umple valva asemănătoare unui buzunar, presând asupra cuspidelor care se închid pentru a sigila valva. Valva semilunară aortică se află la baza aortei și, de asemenea, nu este atașată la mușchii papilari. Aceasta are, de asemenea, trei cuspide care se închid sub presiunea sângelui care curge înapoi din aortă.

### Inima dreaptă

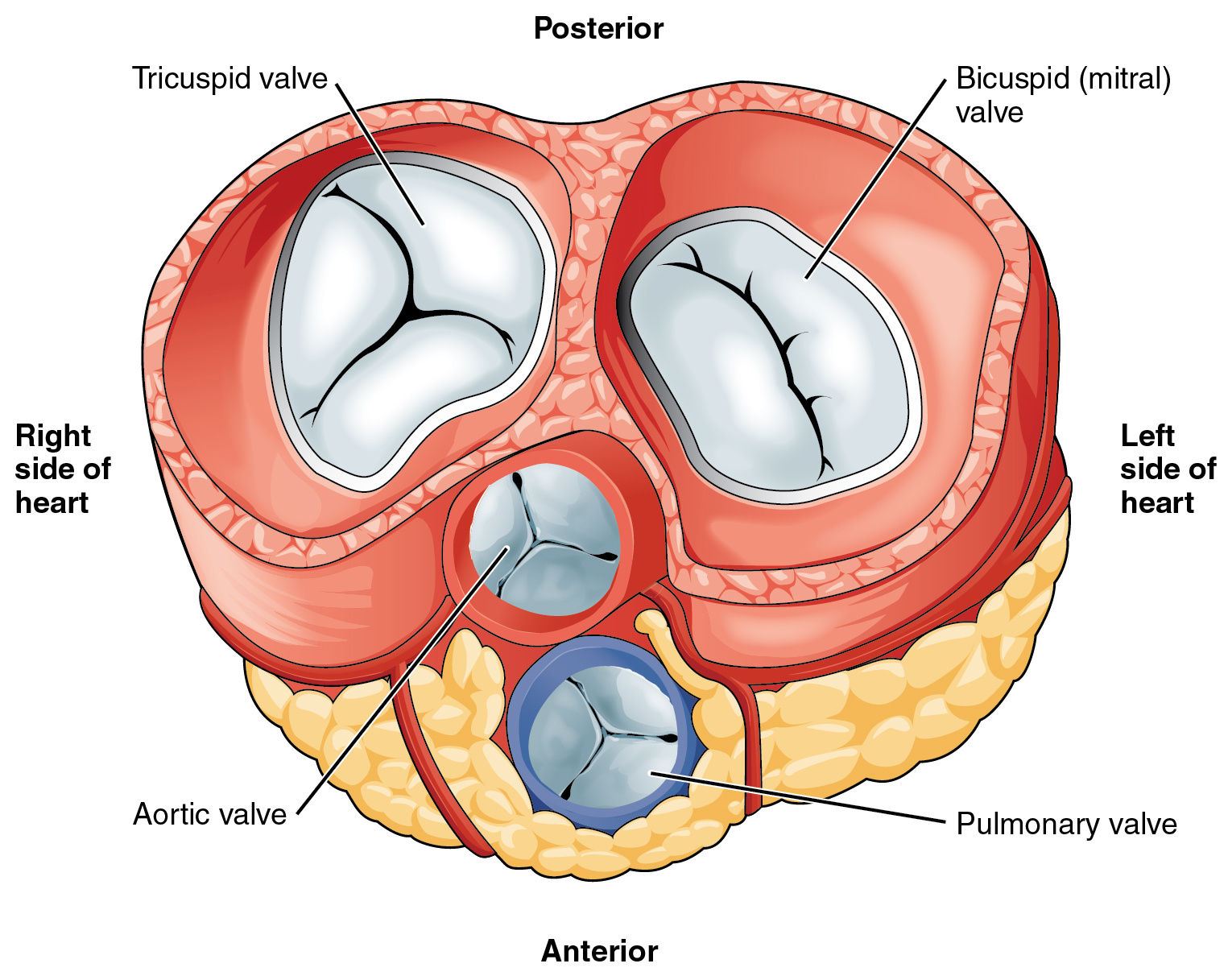
Cu atriile și vasele majore îndepărtate, toate cele patru valve sunt clar vizibile.

Inima, arătând valve, artere și vene. Săgețile albe arată direcția normală a fluxului sanguin.

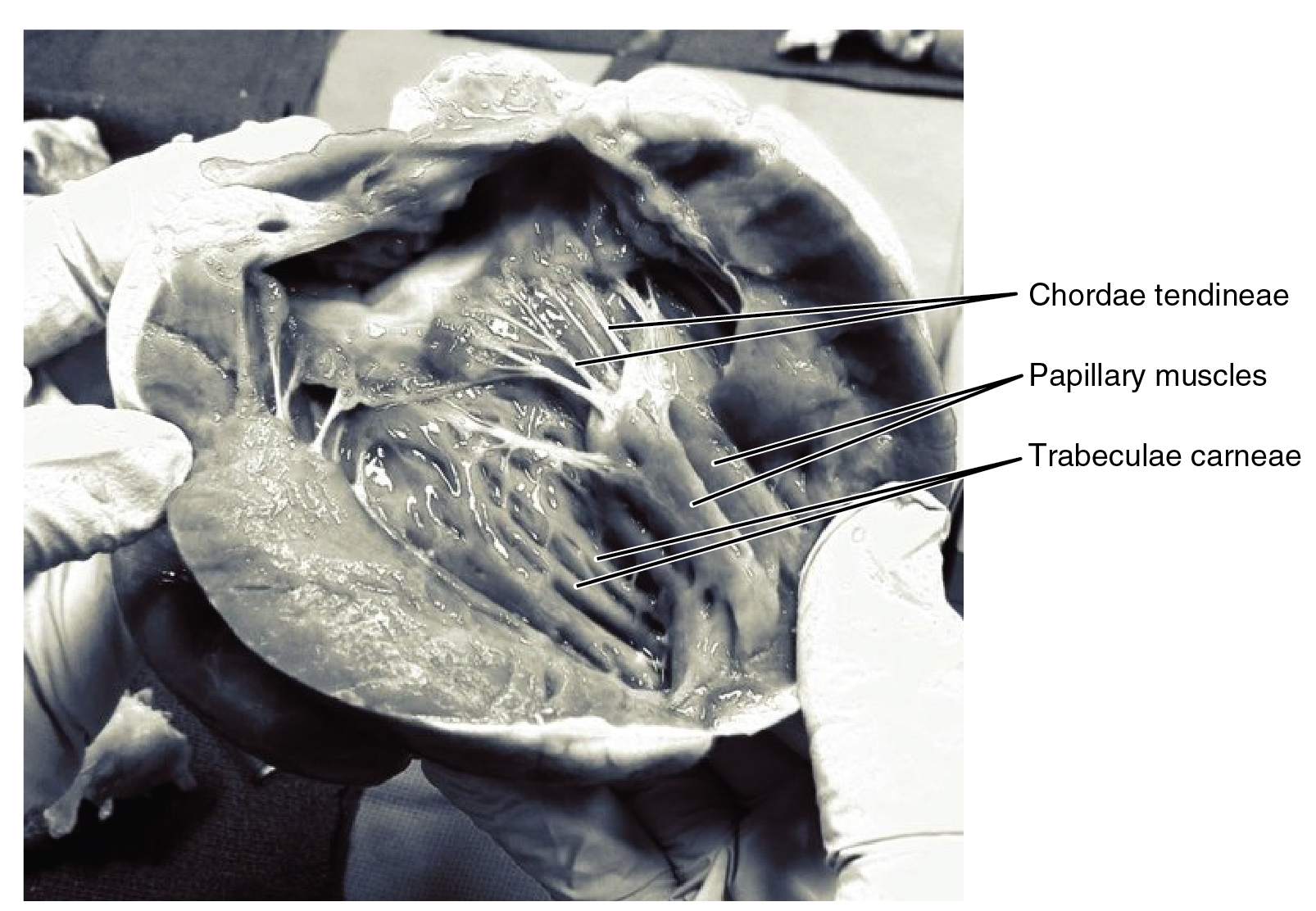
Secțiune frontală arătând mușchii papilari atașați de valva tricuspidiană în dreapta și de valva mitrală în stânga prin intermediul cordelor tendinee.

Inima dreaptă este alcătuită din două camere: atriul drept și ventriculul drept, separate de o valvă numită valva tricuspidă.
Atriul drept primește sânge aproape continuu de la cele două vene majore ale corpului, vena cavă superioară și vena cavă inferioară. O cantitate mică de sânge din circulația coronariană se scurge, de asemenea, în atriul drept prin sinusul coronarian, care se află imediat deasupra și spre mijlocul deschiderii venei cave inferioare. În peretele atriului drept se găsește o depresie de formă ovală, cunoscută sub numele de fosa ovală, care este un rest al unei deschideri din inima fetală, cunoscută sub numele de foramen ovale. Majoritatea suprafeței interne a atriului drept este netedă, depresia fosei ovale este situată medial, iar suprafața anterioară are creste proeminente ale mușchilor pectinați, care sunt prezente și în apendicele atrial drept.
Atriul drept este conectat la ventriculul drept prin valva tricuspidă. Pereții ventriculului drept sunt acoperiți cu trabecule cărnoase, creste de mușchi cardiac acoperite de endocard. Pe lângă aceste creste musculare, o bandă de mușchi cardiac, de asemenea acoperită de endocard, cunoscută sub numele de bandă moderatoare, întărește pereții subțiri ai ventriculului drept și joacă un rol crucial în conducerea electrică a inimii. Aceasta se ridică din partea inferioară a septului interventricular și traversează spațiul interior al ventriculului drept pentru a se conecta cu mușchiul papilar inferior. Ventriculul drept se îngustează în trunchiul pulmonar, în care ejectează sângele atunci când se contractă. Trunchiul pulmonar se ramifică în arterele pulmonare stângă și dreaptă, care transportă sângele către fiecare plămân. Valva pulmonară se află între inima dreaptă și trunchiul pulmonar.

### Inima stangă
Inima stângă are două camere: atriul stâng și ventriculul stâng, separate de valva mitrală.
Atriul stâng primește sânge oxigenat din plămâni prin una dintre cele patru vene pulmonare. Atriul stâng are o prelungire numită apendicele atrial stâng. La fel ca atriul drept, atriul stâng este căptușit cu mușchi pectinați. Atriul stâng este conectat la ventriculul stâng prin valva mitrală.
Ventriculul stâng este mult mai gros comparativ cu cel drept, datorită forței mai mari necesare pentru a pompa sângele în întregul corp. La fel ca ventriculul drept, și ventriculul stâng are trabecule cărnoase, dar nu are bandă moderatoare. Ventriculul stâng pompează sângele către corp prin valva aortică și în aortă. Două deschideri mici deasupra valvei aortice transportă sângele către mușchiul inimii; Artera coronariană stângă se află deasupra cuspei stângi a valvei, iar artera coronariană dreaptă se află deasupra cuspei drepte.

### Perete

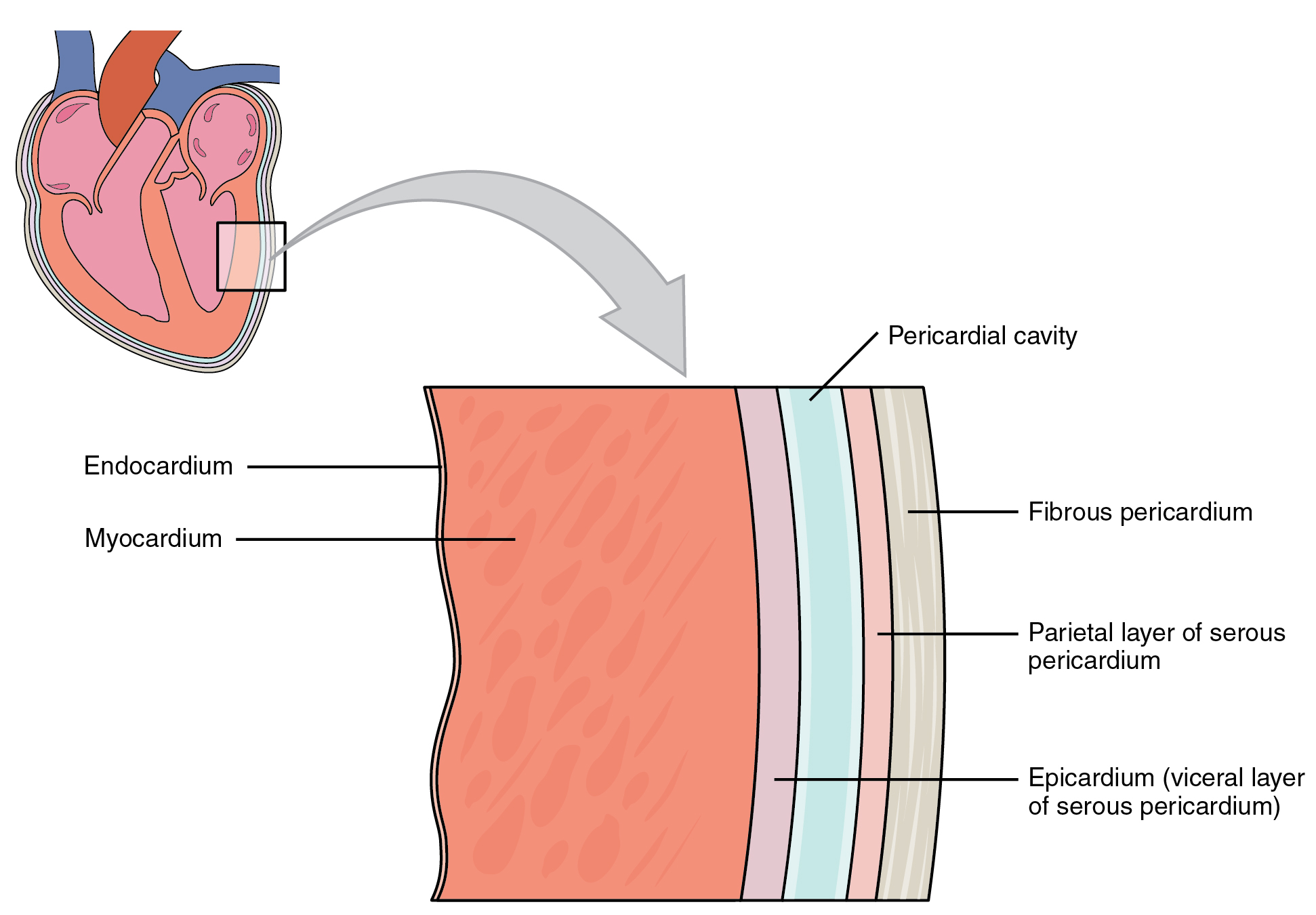
Straturi ale peretelui inimii, inclusiv pericardul visceral și parietal.

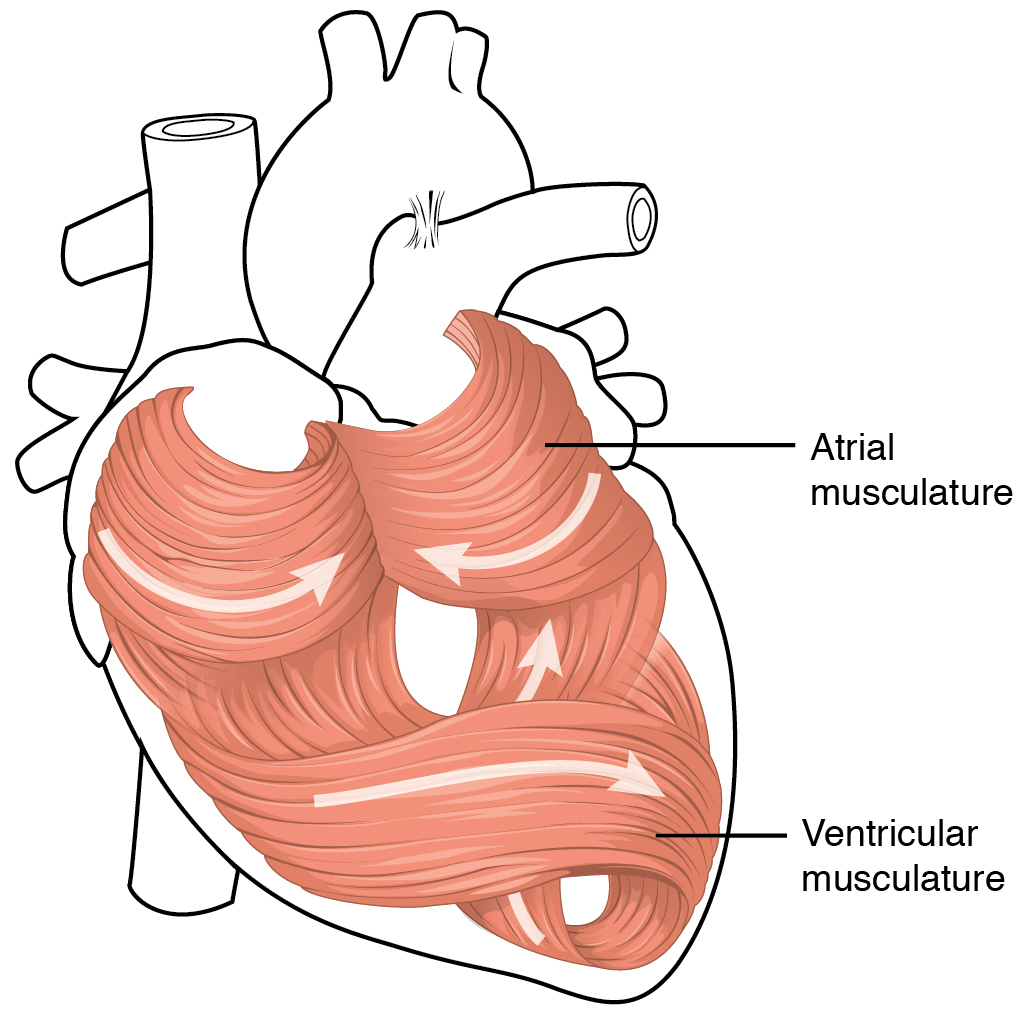
Modelul învolburat al miocardului ajută inima să pompeze eficient.

Peretele inimii este alcătuit din trei straturi: endocardul intern, miocardul mijlociu și epicardul extern. Acestea sunt înconjurate de un sac cu dublă membrană numit pericard.
Stratul cel mai interior al inimii se numește Endocard. Este alcătuit dintr-un strat de epiteliu pavimentos simplu și acoperă camerele și valvele inimii. Endocardul este continuu cu endoteliul venelor și arterelor inimii și este unit cu miocardul printr-un strat subțire de țesut conjunctiv. Endocardul, prin secreția de endoteline, poate juca un rol și în reglarea contracției miocardului. Stratul mijlociu al peretelui inimii este miocardul, care reprezintă mușchiul cardiac—un strat de țesut muscular striat involuntar înconjurat de un cadru de colagen. Modelul mușchiului cardiac este elegant și complex, deoarece celulele musculare se învârtesc și se spiralează în jurul camerelor inimii, cu mușchii exteriori formând un model în formă de 8 în jurul atriilor și în jurul bazelor marilor vase, iar mușchii interiori formând un model în formă de 8 în jurul celor două ventricule și mergând spre apex. Acest model complex de spirale permite inimii să pompeze sângele mai eficient. Există două tipuri de celule în mușchiul cardiac: celulele musculare care au capacitatea de a se contracta ușor și celulele pacemaker din sistemul de conducere. Celulele musculare constituie majoritatea (99%) celulelor din atrii și ventricule. Aceste celule contractile sunt conectate prin discuri intercalare, care permit un răspuns rapid la impulsurile de potențial de acțiune provenite de la celulele pacemaker. Discurile intercalare permit celulelor să acționeze ca un sincitiu și să faciliteze contracțiile care pompează sângele prin inimă și în arterele majore. Celulele pacemaker constituie 1% din celule și formează sistemul de conducere al inimii. Ele sunt, în general, mult mai mici decât celulele contractile și au puține miofibrile, ceea ce le conferă o capacitate limitată de contracție. Funcția lor este similară în multe privințe cu cea a Neuronilor. Țesutul muscular cardiac are autoritmiciate, o abilitate unică de a iniția un potențial de acțiune cardiac la un ritm fix—transmițând rapid impulsul de la o celulă la alta pentru a declanșa contracția întregii inimi.
Există proteine specifice exprimate în celulele mușchiului cardiac. Acestea sunt asociate în principal cu contracția musculară și se leagă de actină, miozină, tropomiozină și troponină. Aceste proteine includ MYH6, ACTC1, TNNI3, CDH2 și PKP2. Alte proteine exprimate sunt MYH7 și LDB3, care sunt exprimate și în mușchiul scheletic.

### Pericard
Pericardul este sacul care înconjoară inima. Suprafața exterioară dură a pericardului se numește membrană fibroasă. Aceasta este căptușită de o membrană interioară dublă numită membrană seroasă, care produce lichid pericardic pentru a lubrifia suprafața inimii. Partea membranei seroase atașată de membrana fibroasă se numește pericard parietal, în timp ce partea membranei seroase atașată de inimă este cunoscută sub numele de Pericard visceral. Pericardul are rolul de a lubrifia mișcarea inimii în raport cu alte structuri din piept, de a menține poziția stabilă a inimii în piept și de a proteja inima de infecții.

### Circulația coronariană

Aportul arterial la inimă (roșu), cu alte zone etichetate (albastru).

Țesutul cardiac, la fel ca toate celulele din corp, trebuie să fie alimentat cu oxigen, nutrienți și un mod de eliminare a deșeurilor metabolice. Acest lucru este realizat prin circulația coronariană, care include artere, vene și vase limfatice. Fluxul de sânge prin vasele coronariene are loc în vârfuri și scăderi, în funcție de relaxarea sau contracția mușchiului cardiac.
Țesutul cardiac primește sânge de la două artere care iau naștere imediat deasupra valvei aortice. Acestea sunt artera coronariană principală stângă și artera coronariană dreaptă. Artera coronariană principală stângă se împarte la scurt timp după ce părăsește aorta în două vase: artera descendentă anterioară stângă și artera circumflexă stângă. Artera descendentă anterioară stângă alimentează țesutul cardiac, partea frontală, laterală și septul ventriculului stâng. Aceasta realizează acest lucru ramificându-se în artere mai mici — ramuri diagonale și septale. Artera circumflexă stângă alimentează partea din spate și partea inferioară a ventriculului stâng. Artera coronariană dreaptă alimentează atriul drept, ventriculul drept și secțiunile inferioare posterioare ale ventriculului stâng. Artera coronariană dreaptă furnizează, de asemenea, sânge nodului atrioventricular (în aproximativ 90% dintre oameni) și nodului sinoatrial (în aproximativ 60% dintre oameni). Artera coronariană dreaptă se desfășoară într-un șanț la spatele inimii, iar artera descendentă anterioară stângă se desfășoară într-un șanț la partea frontală. Există o variație semnificativă între oameni în ceea ce privește anatomia arterelor care alimentează inima. Arterele se împart la extremitățile lor în ramuri mai mici, care se unesc la marginile fiecărei distribuții arteriale.
Sinusul coronarian este o venă mare care drenează în atriul drept și primește cea mai mare parte a drenajului venos al inimii. Primește sânge de la Vena cardiacă mare (care drenează atriul stâng și ambii ventriculi), vena cardiacă posterioară (care drenează partea din spate a ventriculului stâng), Vena cardiacă mijlocie (care drenează partea inferioară a ventriculilor stâng și drept) și venele cardiace mici. Venele cardiace anterioare drenează partea frontală a ventriculului drept și se varsă direct în atriul drept.
Rețele limfatice mici numite plexuri există sub fiecare dintre cele trei straturi ale inimii. Aceste rețele se colectează într-un trunchi principal stâng și un trunchi principal drept, care urcă pe șanțul dintre ventriculi existent pe suprafața inimii, primind vase mai mici pe măsură ce urcă. Aceste vase călătoresc apoi în șanțul atrioventricular și primesc un al treilea vas care drenează secțiunea ventriculului stâng situată pe diafragmă. Vasul stâng se unește cu acest al treilea vas și călătorește de-a lungul arterei pulmonare și atriului stâng, terminându-se în nodul traheobronșic inferior. Vasul drept călătorește de-a lungul atriului drept și partea ventriculului drept situată pe diafragmă. De obicei, apoi se deplasează în fața aortei ascendente și se termină într-un nod brahiocefalic.

### Alimentare nervoasă

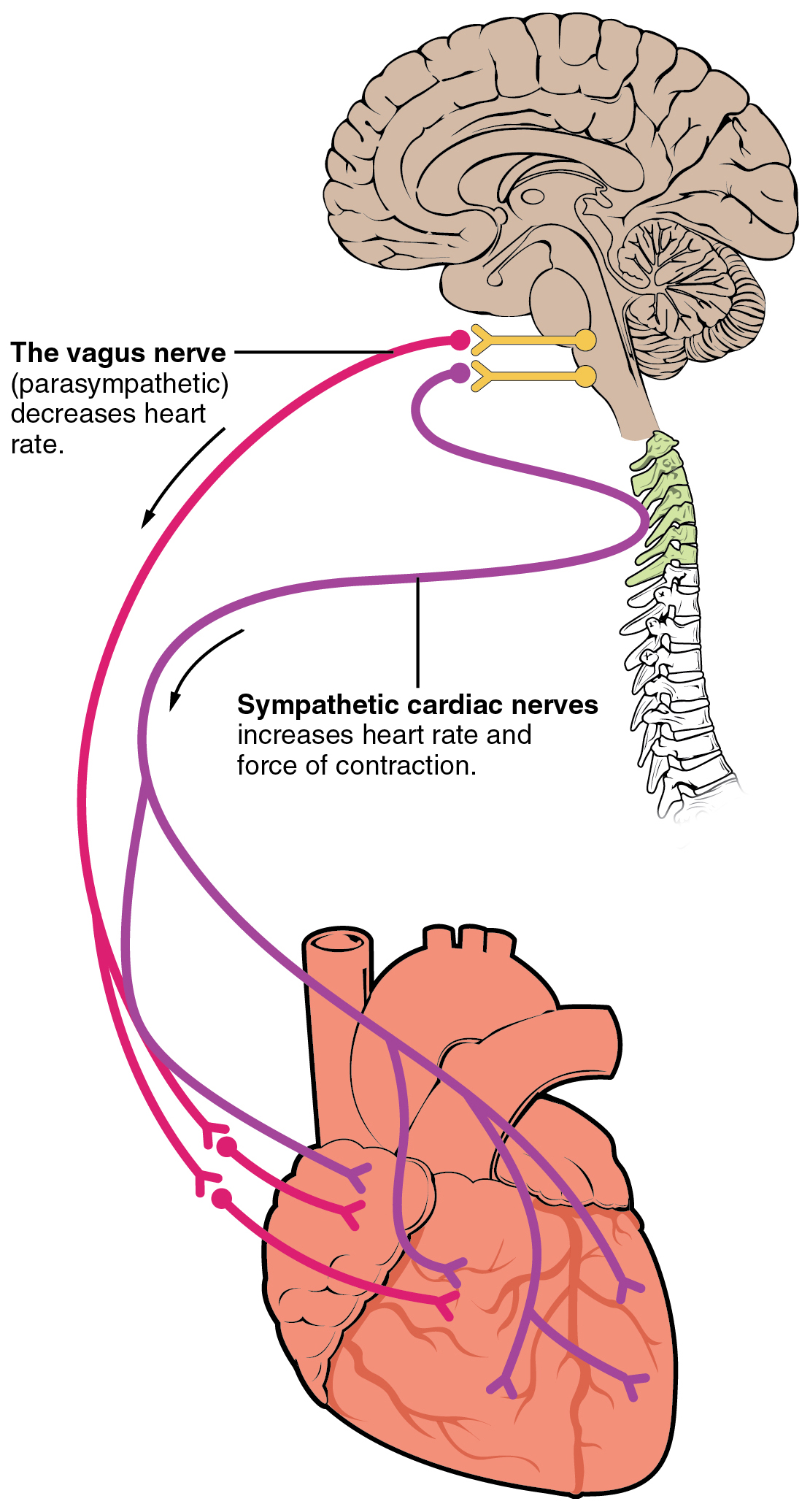
Inervația autonomă a inimii

Inima primește semnale nervoase de la nervul vag și de la nervii care provin din trunchiul simpatic. Acești nervi acționează pentru a influența, dar nu pentru a controla, ritmul cardiac. Nervii simpatici influențează și forța contracției inimii. Semnalele care călătoresc de-a lungul acestor nervi provin de la două centre cardiovasculare pereche din bulbul rahidian. Nervul vag al sistemului nervos parasimpatic acționează pentru a scădea ritmul cardiac, iar nervii din trunchiul simpatic acționează pentru a crește ritmul cardiac. Acești nervi formează o rețea de nervi care se află deasupra inimii, numită plexul cardiac.
Nervul vag este un nerv lung și vagabond care iese din trunchiul cerebral și furnizează stimulare parasimpatică unui număr mare de organe din torace și abdomen, inclusiv inimii. Nervii din trunchiul simpatic ies prin ganglionii toracici T1-T4 și călătoresc atât la nodul sinoatrial, cât și la nodul atrioventricular, precum și la atrii și ventricule. Ventriculele sunt mai bogat inervate de fibre simpatice decât de fibre parasimpatice. Stimularea simpatică determină eliberarea neurotransmițătorului norepinefrină (cunoscută și sub numele de noradrenalină) la joncțiunea neuromusculară a nervilor cardiaci. Aceasta scurtează perioada de repolarizare, accelerând astfel ritmul de depolarizare și contracție, ceea ce duce la creșterea ritmului cardiac. Deschide canale ionice de sodiu și calciu chimice sau dependente de liganzi, permițând un influx de ioni încărcați pozitiv. Norepinefrina se leagă de receptorul beta-1.

## Dezvoltare

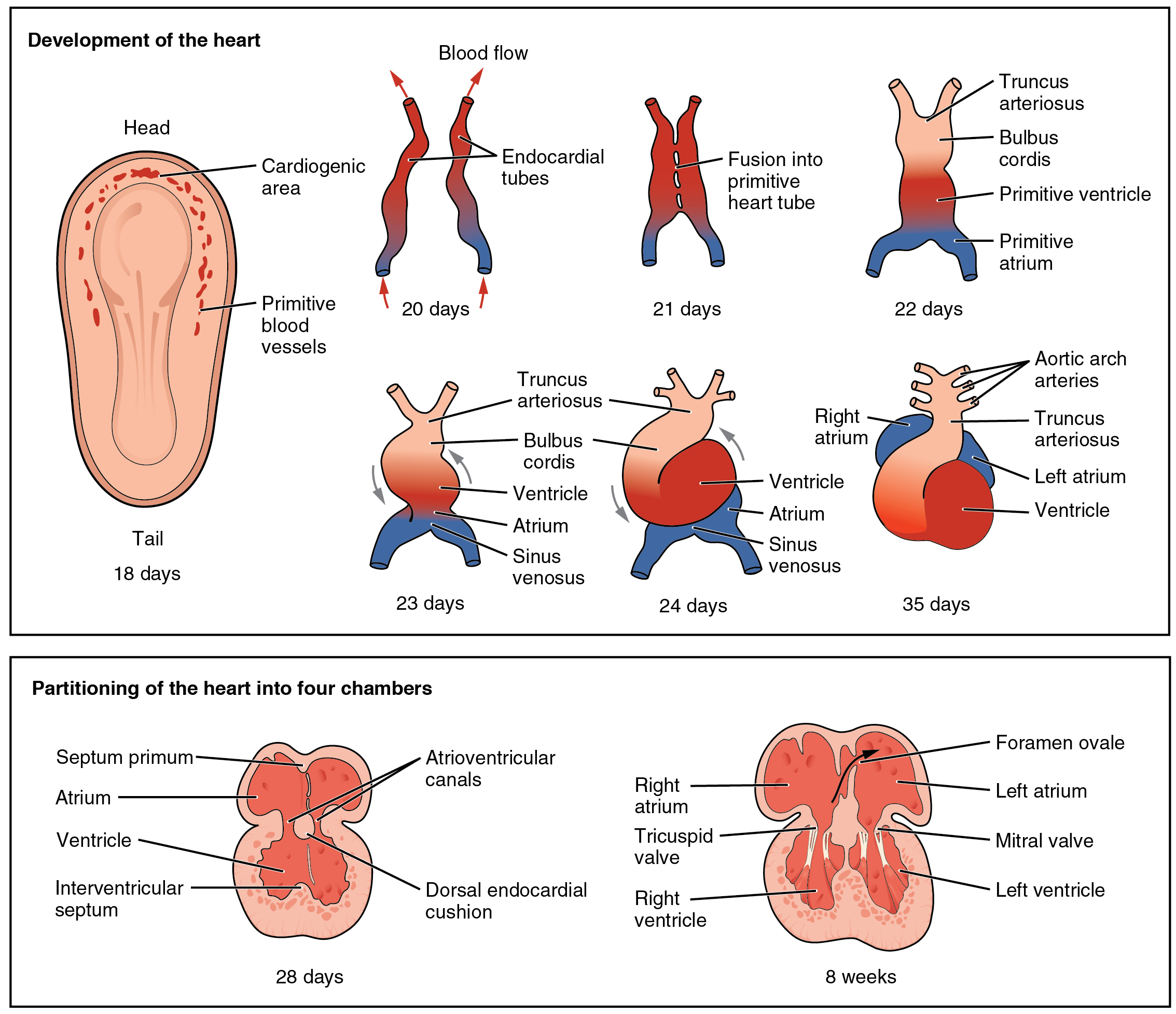
Dezvoltarea inimii umane în primele opt săptămâni (sus) și formarea camerelor inimii (jos).

Inima este primul organ funcțional care se dezvoltă și începe să bată și să pompeze sânge la aproximativ trei săptămâni de la începutul embriogenezei. Acest început timpuriu este crucial pentru dezvoltarea ulterioară embrionară și prenatală.
Inima provine din mezenchimul splanchopleuric din placa neurală, care formează regiunea cardiogenică. Aici se formează două tuburi endocardice care se unesc pentru a forma un tub cardiac primitiv, cunoscut sub numele de inimă tubulară. Între a treia și a patra săptămână, tubul cardiac se alungește și începe să se plieze formând o formă de S în interiorul pericardului. Acest lucru așază camerele și vasele majore în aliniamentul corect pentru inima dezvoltată. Dezvoltarea ulterioară include formarea septurilor și a valvelor, precum și remodelarea camerelor inimii. Până la sfârșitul săptămânii a cincea, septurile sunt complete, iar până la săptămâna a noua, valvele inimii sunt complet formate.
Înainte de a cincea săptămână, există o deschidere în inima fetală cunoscută sub numele de foramen ovale. Foramen ovale permitea sângelui din inima fetală să treacă direct din atriul drept în atriul stâng, permițând ca o parte din sânge să ocolească plămânii. În câteva secunde după naștere, un lambou de țesut cunoscut sub numele de septum primum, care anterior acționa ca o valvă, închide foramen ovale și stabilește tiparul tipic al circulației cardiace. O depresiune pe suprafața atriului drept rămâne acolo unde era foramen ovale, numită fossa ovalis.
Inima embrionară începe să bată la aproximativ 22 de zile după concepție (5 săptămâni după ultima menstruație normală, LMP). Începe să bată la o rată apropiată de cea a mamei, adică aproximativ 75–80 de bătăi pe minut (bpm). Rata de bătaie a inimii embrionare accelerează apoi și atinge un vârf de 165–185 bpm la începutul celei de-a 7-a săptămâni (începutul celei de-a 9-a săptămâni după LMP). După 9 săptămâni (începutul stadiului fetal), începe să decelereze, încetinind la aproximativ 145 (±25) bpm la naștere. Nu există diferențe între ritmurile cardiace ale fetelor și băieților înainte de naștere.

## Fiziologie

### Fluxul de sange

Circulația sangelui prin valve.

Inima funcționează ca o pompă în sistemul circulator, asigurând un flux continuu de sânge în întregul corp. Această circulație constă din circulația sistemică, către și dinspre corp, și circulația pulmonară, către și dinspre plămâni. Sângele din circulația pulmonară schimbă dioxidul de carbon cu oxigenul în plămâni prin procesul de respirație. Circulația sistemică transportă apoi oxigenul către corp și returnează dioxidul de carbon și sângele relativ deoxigenat către inimă pentru a fi transferat la plămân.
Inima dreaptă colectează sângele deoxigenat din două vene mari, Venă cavă superioară și Venă cavă inferioară. Sângele se adună continuu în Atriul drept și stâng. Vena cavă superioară drenează sângele din partea de deasupra diafragmei și se varsă în partea superioară și posterioară a atriului drept. Vena cavă inferioară drenează sângele din partea de sub diafragmă și se varsă în partea posterioară a atriului, sub deschiderea venei cave superioare. Imediat deasupra și spre mijlocul deschiderii venei cave inferioare se află deschiderea sinusului coronarian cu pereți subțiri. În plus, sinusul coronarian returnează sângele deoxigenat din miocard în atriul drept. Sângele se adună în atriul drept. Când atriul drept se contractă, sângele este pompat prin valva tricuspidă în ventriculul drept. Pe măsură ce ventriculul drept se contractă, valva tricuspidă se închide, iar sângele este pompat în trunchiul pulmonar prin valva pulmonară. Trunchiul pulmonar se împarte în artere pulmonare și în artere din ce în ce mai mici în plămâni, până când ajunge la capilare. Pe măsură ce acestea trec pe lângă alveole, dioxidul de carbon este schimbat cu oxigen. Acest lucru se întâmplă prin procesul pasiv de difuziune.
În inima stângă, sângele oxigenat este returnat în atriul stâng prin venele pulmonare. Apoi este pompat în ventriculul stâng prin valva mitrală și în aortă prin valva aortică pentru circulația sistemică. Aorta este o arteră mare care se ramifică în multe artere mai mici, arteriole și, în cele din urmă, capilare. În capilare, oxigenul și nutrienții din sânge sunt furnizate celulelor corpului pentru metabolism și schimbate cu dioxid de carbon și produse reziduale. Sângele capilar, acum deoxigenat, circulă prin venule și vene care se adună în cele din urmă în venele cave superioară și inferioară, revenind în inima dreaptă.

#### Ciclul cardiac

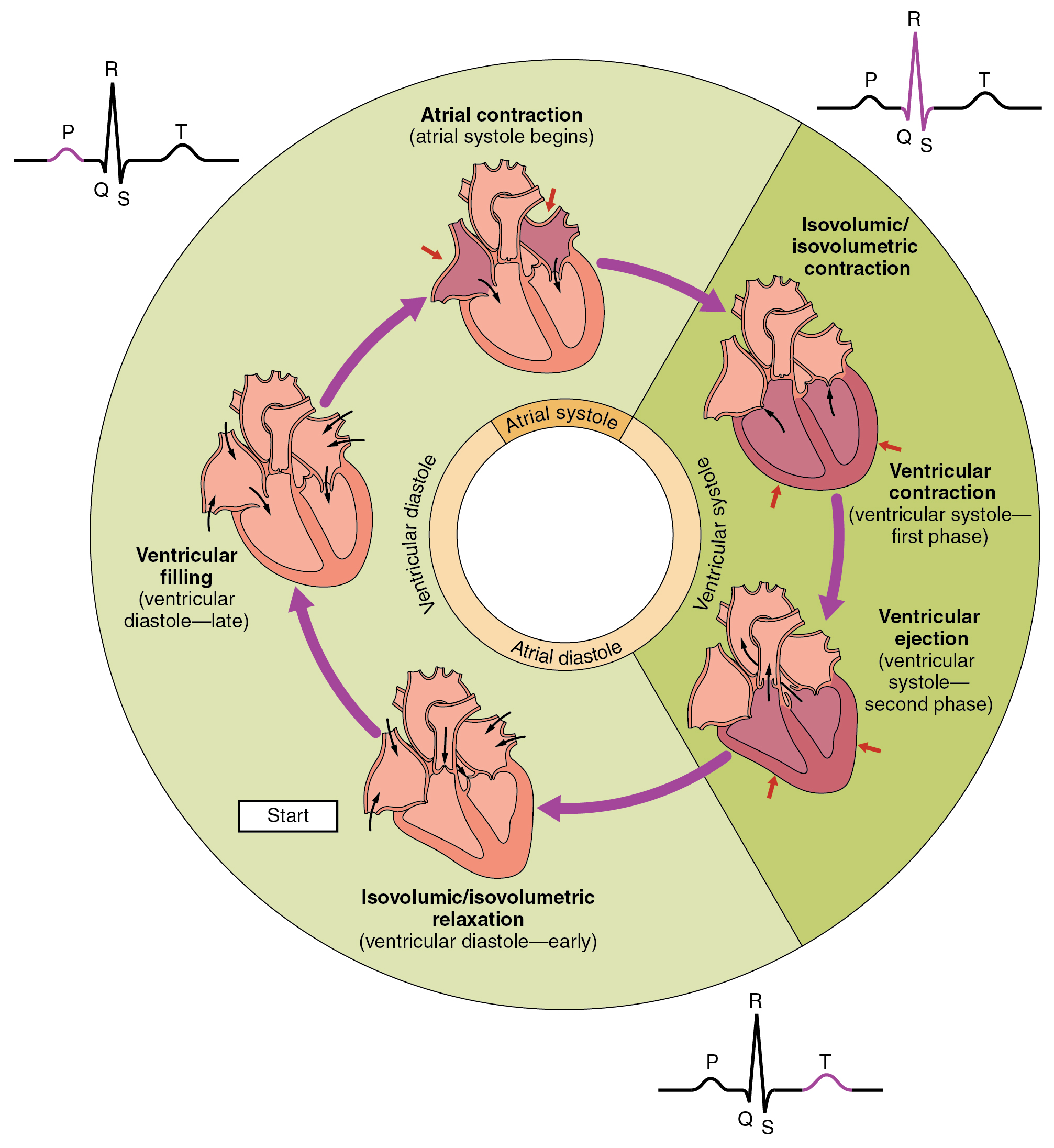
Ciclul cardiac corelat cu EKG

Ciclul cardiac reprezintă succesiunea de evenimente în care inima se contractă și se relaxează la fiecare bătaie. Perioada de timp în care ventriculele se contractă, forțând sângele să iasă în aortă și în artera pulmonară principală, este cunoscută sub numele de sistolă, în timp ce perioada în care ventriculele se relaxează și se reumplu cu sânge este cunoscută sub numele de diastolă. Atriile și ventriculele funcționează în concert, astfel încât, în sistolă, când ventriculele se contractă, atriile sunt relaxate și colectează sânge. Când ventriculele se relaxează în diastolă, atriile se contractă pentru a pompa sângele în ventricule. Această coordonare asigură faptul că sângele este pompat eficient în tot corpul.
La începutul ciclului cardiac, ventriculele se relaxează. În timp ce se relaxează, ele sunt umplute cu sânge care trece prin valvele mitrală și tricuspidă deschise. După ce ventriculele și-au completat majoritatea umplerii, atriile se contractă, forțând mai mult sânge în ventricule și pregătind pompa. Următorul pas este ca ventriculele să înceapă să se contracte. Pe măsură ce presiunea crește în cavitățile ventriculelor, valvele mitrală și tricuspidă se închid. Pe măsură ce presiunea din ventricule crește și mai mult, depășind presiunea din aortă și arterele pulmonare, valvele aortică și pulmonară se deschid. Sângele este ejectat din inimă, determinând scăderea presiunii în ventricule. Simultan, atriile se reumplu pe măsură ce sângele curge în atriul drept prin venele cave superioară și inferioară și în atriul stâng prin venele pulmonare. În cele din urmă, când presiunea din ventricule scade sub presiunea din aortă și arterele pulmonare, valvele aortică și pulmonară se închid. Ventriculele încep să se relaxeze, valvele mitrală și tricuspidă se deschid, iar ciclul reîncepe.

#### Debitul cardiac

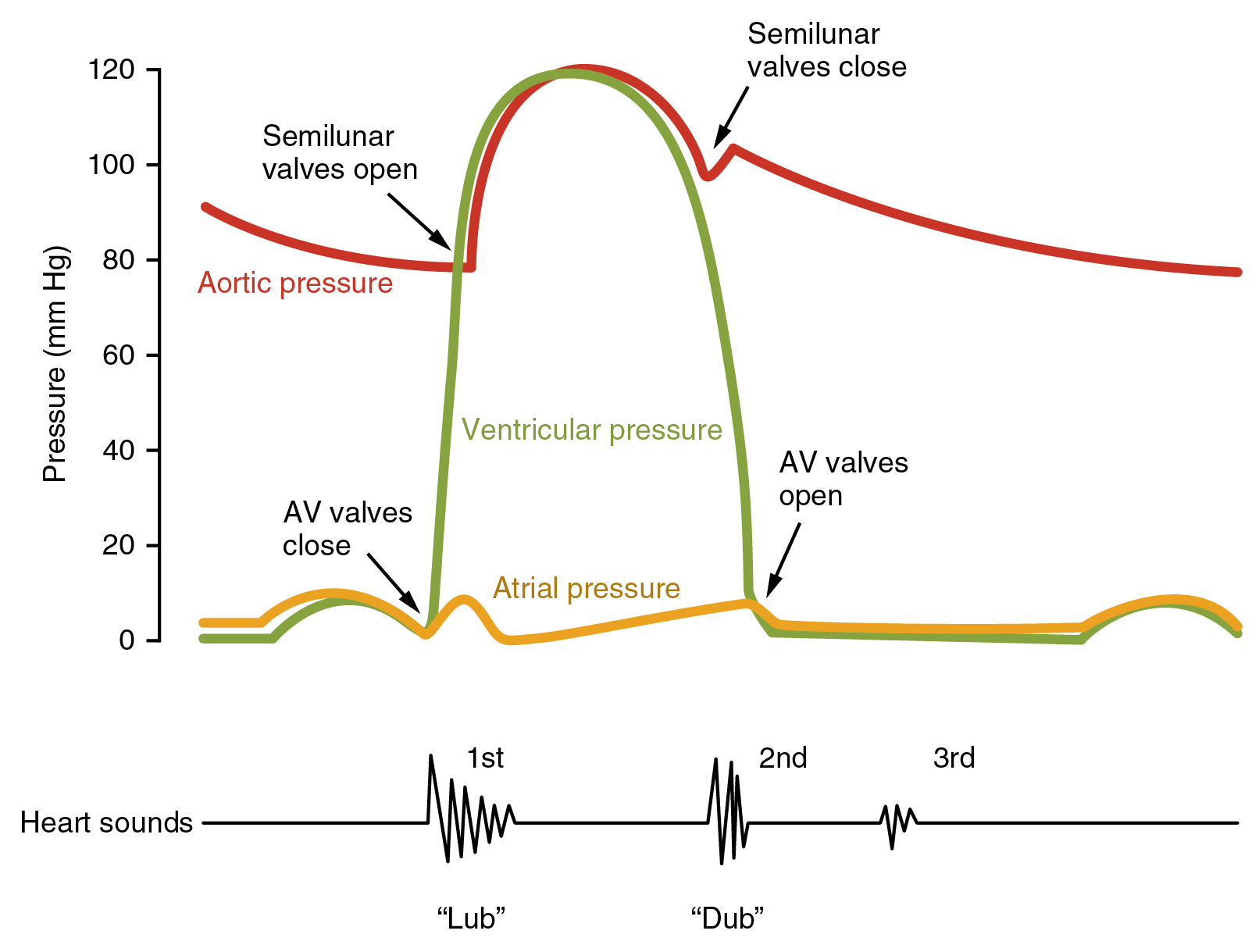
Axa x reflectă timpul cu o înregistrare a sunetelor inimii. Axa y reprezintă presiunea.

Debitul cardiac (CO) este o măsură a cantității de sânge pompat de fiecare ventricul (volum de bătaie) într-un minut. Aceasta se calculează prin înmulțirea volumului de bătaie (SV) cu numărul de bătăi pe minut al ritmului cardiac (HR). Astfel: CO = SV x HR. Debitul cardiac este normalizat în funcție de dimensiunea corpului prin suprafața corporală și este numit indicele cardiac.
Debitul cardiac mediu, folosind un volum de bătaie mediu de aproximativ 70 mL, este de 5,25 L/min, cu un interval normal de 4,0–8,0 L/min. Volumul de bătaie este de obicei măsurat folosind o ecocardiogramă și poate fi influențat de dimensiunea inimii, condiția fizică și mentală a individului, sex, contractilitate, durata contracției, preîncărcare și postîncărcare.
Preîncărcarea se referă la presiunea de umplere a atriilor la sfârșitul diastolei, când ventriculele sunt cele mai pline. Un factor principal este cât timp durează umplerea ventriculelor: dacă ventriculele se contractă mai frecvent, atunci există mai puțin timp pentru umplere și preîncărcarea va fi mai mică. Preîncărcarea poate fi, de asemenea, afectată de volumul de sânge al unei persoane. Forța fiecărei contracții a mușchiului cardiac este proporțională cu preîncărcarea, descrisă prin Mecanismul Frank-Starling. Acesta afirmă că forța contracției este direct proporțională cu lungimea inițială a fibrei musculare, ceea ce înseamnă că un ventricul va contracta mai puternic cu cât este mai întins.
Postîncărcarea, sau presiunea pe care inima trebuie să o genereze pentru a ejecta sângele în timpul sistolei, este influențată de rezistența vasculară. Poate fi influențată de îngustarea valvelor inimii (stenoză) sau de contracția sau relaxarea vaselor de sânge periferice.
Forța contracțiilor mușchiului cardiac controlează volumul de bătaie. Aceasta poate fi influențată pozitiv sau negativ de agenți numiți Inotropi. Acești agenți pot fi rezultatul unor schimbări din corp sau pot fi administrați ca medicamente în tratamentul unei afecțiuni medicale sau ca formă de suport vital, în special în unitățile de terapie intensivă. Inotropii care cresc forța contracției sunt inotropi "pozitivi" și includ agenți simpatici precum adrenalina, noradrenalina și dopamina. Inotropii "negativi" scad forța contracției și includ blocantele canalelor de calciu.

### Conducție electrică

Transmiterea unui potențial de acțiune cardiacă prin sistemul de conducere al inimii

Ritmul cardiac normal și ritmic, numit ritm sinusal, este stabilit de pacemakerul natural al inimii, nodul sinoatrial (cunoscut și sub numele de nod sinusal sau nod SA). Aici se creează un semnal electric care călătorește prin inimă, determinând contracția mușchiului cardiac. Nodul sinoatrial se află în partea superioară a atriului drept, aproape de joncțiunea cu vena cavă superioară. Semnalul electric generat de nodul sinoatrial se propagă prin atriul drept într-un mod radial care nu este pe deplin înțeles. Semnalul ajunge la atriul stâng prin fasciculul lui Bachmann, astfel încât mușchii atriilor stâng și drept se contractă simultan. Apoi, semnalul călătorește către nodul atrioventricular, situat la baza atriului drept, în septul atrioventricular, granița dintre atriul drept și ventriculul stâng. Septul face parte din scheletul cardiac, un țesut în interiorul inimii prin care semnalul electric nu poate trece, forțând semnalul să treacă doar prin nodul atrioventricular. Ulterior, semnalul călătorește de-a lungul Fasciculului lui His către ramurile stângă și dreaptă, ajungând în ventriculele inimii. În ventricule, semnalul este transmis printr-un țesut specializat numit Fibrele Purkinje, care apoi transmit sarcina electrică către mușchiul cardiac.

### Ritmul cardiac

Sistemul de conducere al inimii

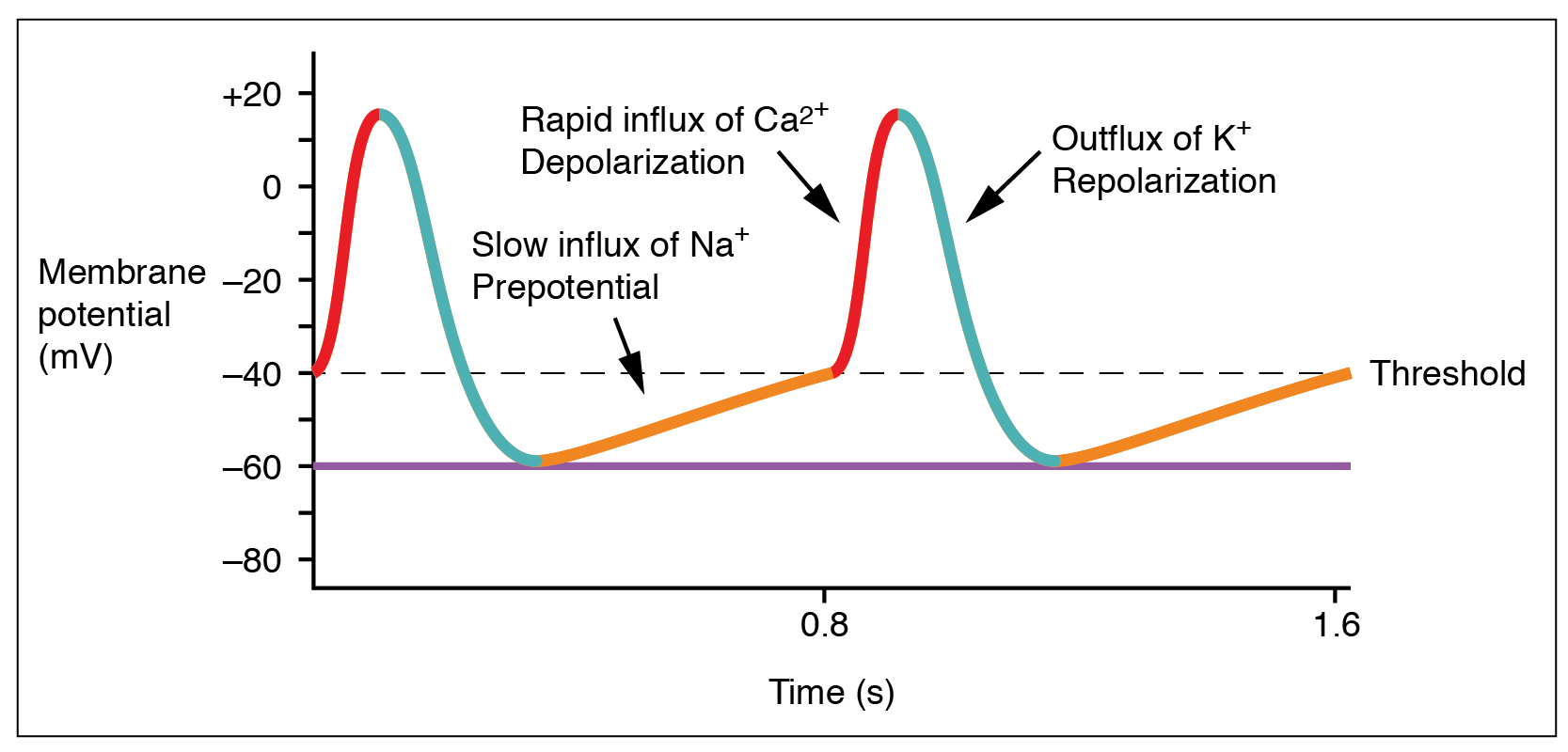
Prepotențialul se datorează unui aflux lent de ioni de sodiu până la atingerea pragului urmat de o depolarizare și repolarizare rapidă.

Ritmul cardiac normal în repaus este numit ritm sinusal, creat și menținut de nodul sinoatrial, un grup de celule pacemaker situate în peretele atriului drept. Celulele din nodul sinoatrial fac acest lucru prin crearea unui potențial de acțiune. Potențialul de acțiune cardiac este generat de mișcarea unor electroliți specifici în și din celulele pacemaker. Potențialul de acțiune se răspândește apoi către celulele din apropiere.
Când celulele sinoatriale sunt în repaus, ele au o încărcătură negativă pe membranele lor. Un influx rapid de ioni de sodiu determină ca sarcina membranei să devină pozitivă; acest proces se numește depolarizare și are loc spontan. Odată ce celula atinge o sarcină suficient de mare, canalele de Sodiu se închid și ionii de calciu încep să intre în celulă, după care ionii de potasiu încep să iasă din aceasta. Toți ionii se deplasează prin canale ionice în membrana celulelor sinoatriale. Potasiul și Calciul încep să se miște în afara și în interiorul celulei doar atunci când aceasta atinge o sarcină suficient de mare și, prin urmare, sunt numiți canale dependente de tensiune. La scurt timp după acest proces, canalele de calciu se închid, iar canalele de potasiu se deschid, permițând potasiului să părăsească celula. Acest lucru face ca celula să aibă o sarcină negativă în repaus, proces numit repolarizare. Când potențialul membranei atinge aproximativ −60 mV, canalele de potasiu se închid și procesul poate începe din nou.
Ionii se mișcă din zonele unde sunt concentrați către cele unde nu sunt concentrați. Din acest motiv, sodiul intră în celulă din exterior, iar potasiul se deplasează din interiorul celulei spre exterior. Calciul joacă, de asemenea, un rol crucial. Influxul său prin canale lente înseamnă că celulele sinoatriale au o fază prelungită de "platou" atunci când au o sarcină pozitivă. O parte din acest proces este numită perioada refractară absolută. Ionii de calciu se combină, de asemenea, cu Proteina de reglare troponina C în complexul troponinei pentru a permite contracția mușchiului cardiac și se separă de proteină pentru a permite relaxarea.
Ritmul cardiac normal în repaus la un adult variază între 60 și 100 bpm. Ritmul cardiac în repaus al unui nou-născut poate fi de 129 bătăi pe minut (bpm) și scade treptat până la maturitate. Ritmul cardiac al unui sportiv poate fi mai mic de 60 bpm. În timpul exercițiilor fizice, ritmul poate ajunge la 150 bpm, cu valori maxime între 200 și 220 bpm.

#### Influențe
Ritmul sinusal normal al inimii, care determină ritmul cardiac în repaus, este influențat de mai mulți factori. Centrele cardiovasculare din trunchiul cerebral controlează influențele simpatice și parasimpatice asupra inimii prin nervul vag și trunchiul simpatic. Aceste centre cardiovasculare primesc informații de la o serie de receptori, inclusiv baroreceptori, care detectează întinderea vaselor de sânge, și chemoreceptori, care detectează cantitatea de oxigen și dioxid de carbon din sânge, precum și PH-ul acestuia. Printr-o serie de reflexe, acestea ajută la reglarea și menținerea fluxului sanguin.
Baroreceptorii sunt receptori de întindere localizați în sinusul aortic, corpii carotidieni, venele cave și alte locații, inclusiv vasele pulmonare și partea dreaptă a inimii. Baroreceptorii transmit impulsuri într-un ritm determinat de cât de mult sunt întinși, aspect influențat de tensiunea arterială, nivelul de activitate fizică și distribuția relativă a sângelui. Pe măsură ce presiunea și întinderea cresc, ritmul de transmitere a impulsurilor de către baroreceptori crește, iar centrele cardiace reduc stimularea simpatică și cresc stimularea parasimpatică. Pe măsură ce presiunea și întinderea scad, ritmul de transmitere a impulsurilor de către baroreceptori scade, iar centrele cardiace cresc stimularea simpatică și reduc stimularea parasimpatică. Există un reflex similar, numit reflex atrial sau reflex Bainbridge, asociat cu variații ale fluxului de sânge către atrii. Creșterea întoarcerii venoase întinde pereții atriilor, unde se află baroreceptori specializați. Totuși, pe măsură ce baroreceptorii atriali își cresc ritmul de transmitere a impulsurilor și se întind din cauza creșterii presiunii arteriale, centrul cardiac răspunde prin creșterea stimulării simpatice și inhibarea stimulării parasimpatice pentru a crește ritmul cardiac. Același lucru este valabil și în sens invers. Chemoreceptorii prezenți în corpul carotidian sau adiacent aortei, în corpul aortic, răspund la nivelurile de oxigen și dioxid de carbon din sânge. Nivelurile scăzute de oxigen sau ridicate de dioxid de carbon vor stimula activarea receptorilor.
Exercițiile fizice și nivelul de fitness, vârsta, temperatura corporală, rata metabolică bazală și chiar starea emoțională a unei persoane pot influența ritmul cardiac. Nivelurile ridicate ale hormonilor epinefrină, norepinefrină și hormonilor tiroidieni pot crește ritmul cardiac. Nivelurile electroliților, inclusiv calciul, potasiul și sodiul, pot, de asemenea, influența viteza și regularitatea ritmului cardiac; oxigenul scăzut în sânge, tensiunea arterială scăzută și deshidratarea pot duce la creșterea acestuia.

## Semnificație clinică

### Boli

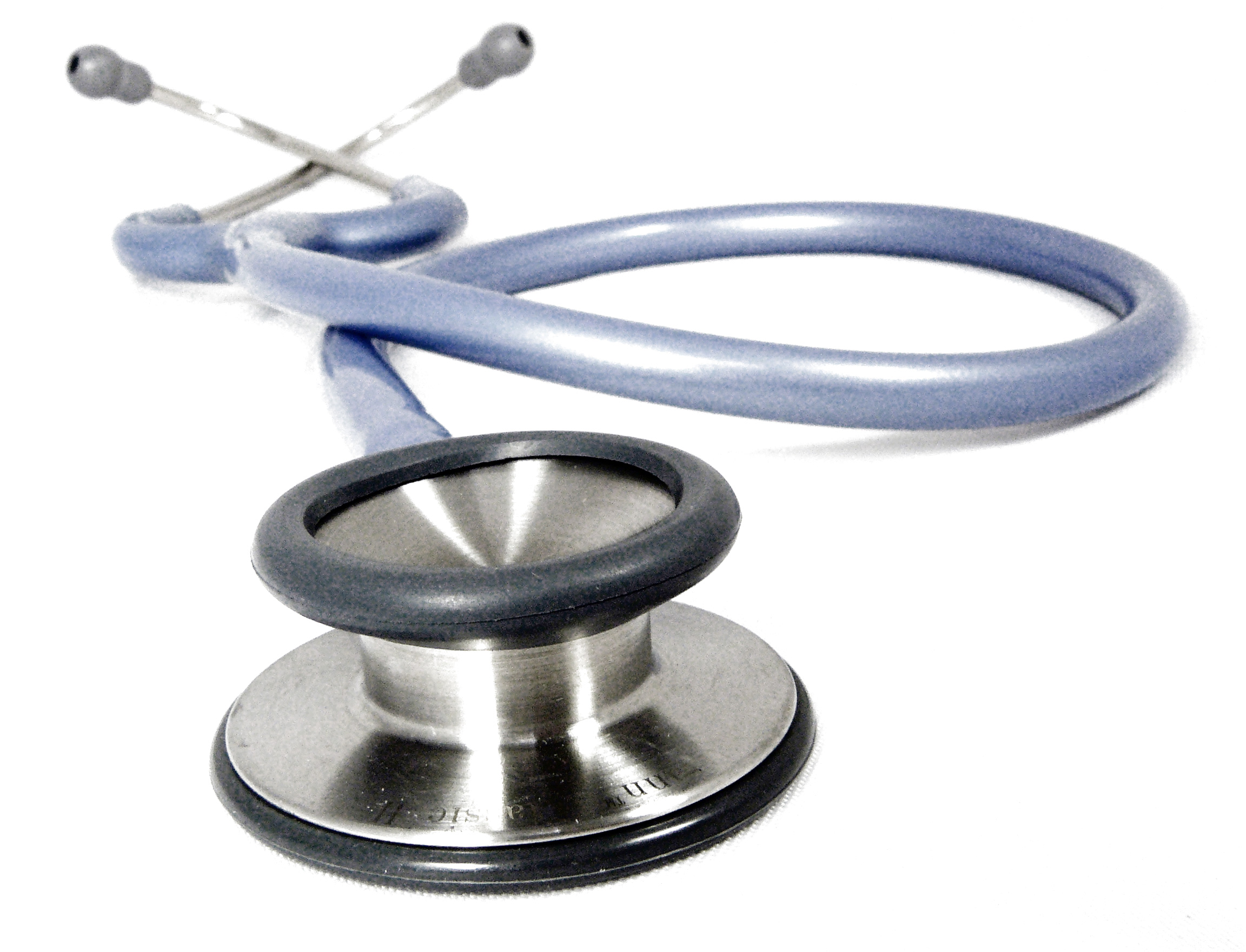
Stetoscopul este folosit pentru ascultarea inimii și este unul dintre cele mai emblematice simboluri pentru medicină.

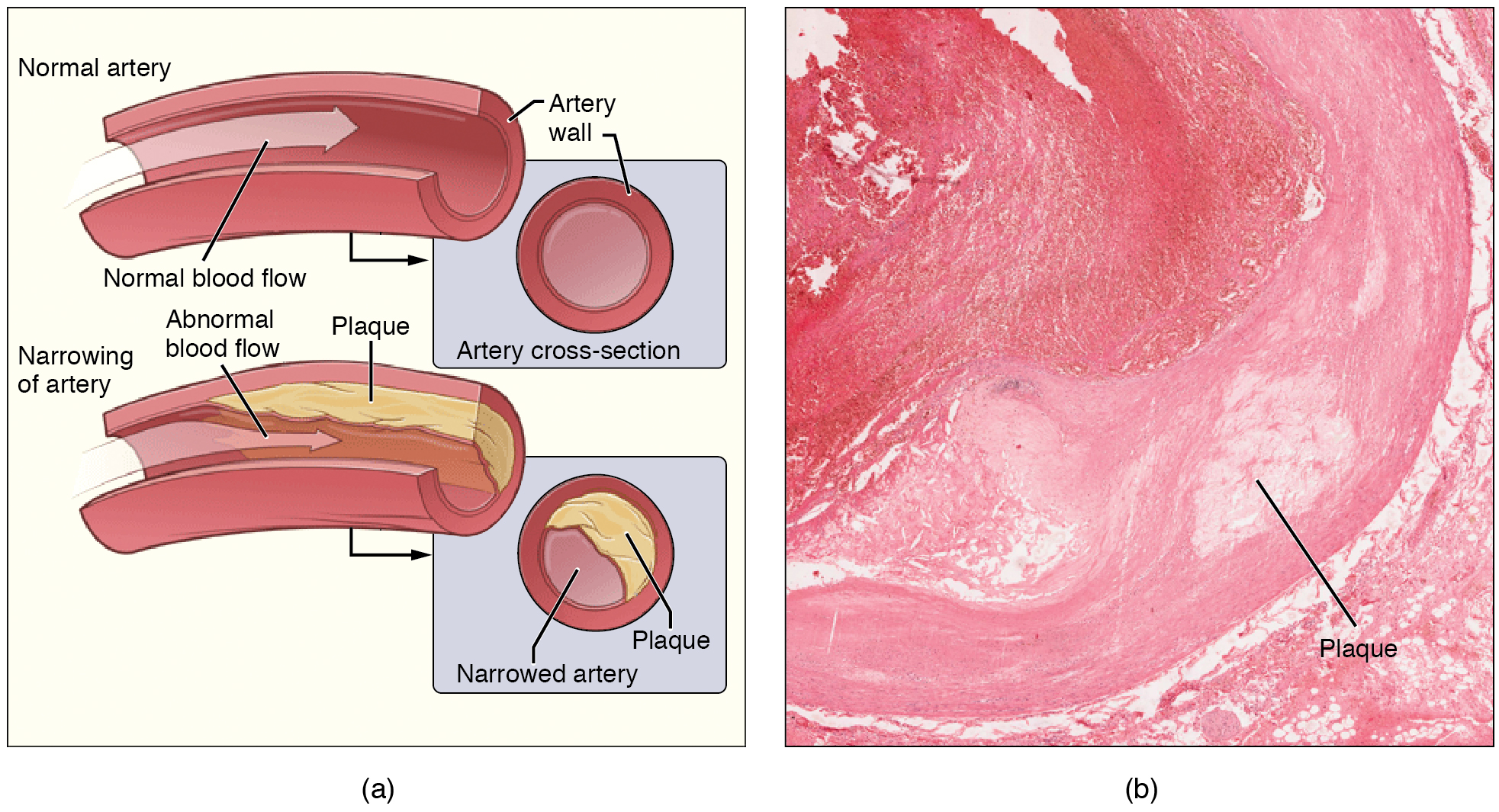
Ateroscleroza este o afecțiune care afectează sistemul circulator. Dacă arterele coronare sunt afectate, poate rezulta angina pectorală sau, mai rău, un atac de cord.

Bolile cardiovasculare, care includ și afecțiunile inimii, sunt principala cauză de deces la nivel mondial. Majoritatea bolilor cardiovasculare sunt necomunicabile și legate de stilul de viață și alți factori, devenind mai frecvente odată cu înaintarea în vârstă. Bolile de inimă reprezintă o cauză majoră de deces, fiind responsabile pentru aproximativ 30% din toate decesele la nivel global în 2008. Acest procent variază de la un minim de 28% până la un maxim de 40% în țările cu venituri mari. Medicii specializați în inimă se numesc cardiologi. Mulți alți profesioniști din domeniul medical sunt implicați în tratamentul bolilor de inimă, inclusiv medici, chirurgi cardiotoracici, medici de terapie intensivă și practicieni din domeniul sănătății, cum ar fi fizioterapeuții și nutriționiștii.

#### Boala cardiacă ischemică
Boala coronariană, cunoscută și sub denumirea de boală cardiacă ischemică, este cauzată de ateroscleroză – o acumulare de material gras de-a lungul pereților interiori ai arterelor. Aceste depozite grase, cunoscute sub numele de plăci aterosclerotice, îngustează arterele coronare și, dacă sunt severe, pot reduce fluxul de sânge către inimă. Dacă o îngustare (sau stenoză) este relativ minoră, pacientul poate să nu prezinte niciun simptom. Îngustările severe pot provoca dureri toracice (angină) sau dificultăți de respirație în timpul exercițiilor fizice sau chiar în repaus. Acoperirea subțire a unei plăci aterosclerotice se poate rupe, expunând centrul gras la sângele circulant. În acest caz, se poate forma un cheag sau tromb, care poate bloca artera și restricționa fluxul de sânge către o zonă a mușchiului cardiac, cauzând un Infarct miocardic (un atac de cord) sau angină instabilă. În cel mai rău caz, aceasta poate provoca stop cardiac, o pierdere bruscă și completă a funcției cardiace. Obezitatea, Hipertensiune arterială, diabetul necontrolat, fumatul și Colesterolul ridicat pot crește riscul de a dezvolta Ateroscleroză și Boală coronariană.

#### Insuficiență cardiacă
Insuficiență cardiacă este definită ca o afecțiune în care inima nu este capabilă să pompeze suficient sânge pentru a satisface necesitățile organismului. Pacienții cu insuficiență cardiacă pot experimenta dificultăți de respirație, în special atunci când stau întinși, precum și umflarea gleznelor, cunoscută sub denumirea de Edem periferic. Insuficiența cardiacă este rezultatul multor boli care afectează inima, dar este cel mai frecvent asociată cu Boala cardiacă ischemică, boala valvulară a inimii sau hipertensiunea arterială. Cauzele mai rare includ diverse cardiomiopatii. Insuficiența cardiacă este frecvent asociată cu slăbiciunea mușchiului cardiac din ventricule (insuficiență cardiacă sistolică), dar poate fi observată și la pacienții cu mușchi cardiac puternic, dar rigid (insuficiență cardiacă diastolică). Afecțiunea poate afecta ventriculul stâng (cauzând predominant dificultăți de respirație), ventriculul drept (cauzând predominant umflarea picioarelor și o presiune jugulară venoasă crescută) sau ambele ventricule. Pacienții cu insuficiență cardiacă prezintă un risc mai mare de a dezvolta tulburări periculoase ale ritmului cardiac sau aritmii.

#### Cardiomiopatii
Cardiomiopatiile sunt boli care afectează mușchiul inimii. Unele cauzează îngroșarea anormală a mușchiului cardiac (Cardiomiopatie hipertrofică), altele determină dilatarea și slăbirea anormală a inimii (Cardiomiopatie dilatativă), unele fac ca mușchiul inimii să devină rigid și incapabil să se relaxeze complet între contracții (Cardiomiopatie restrictivă), iar altele predispun inima la ritmuri cardiace anormale (Cardiomiopatie aritmogenă). Aceste afecțiuni sunt adesea de natură genetică și pot fi moștenite, dar unele, cum ar fi cardiomiopatia dilatativă, pot fi cauzate de deteriorări provocate de toxine, cum ar fi Alcool. Unele cardiomiopatii, cum ar fi Cardiomiopatia hipertrofică, sunt asociate cu un risc crescut de moarte subită cardiacă, în special la sportivi. Multe cardiomiopatii pot duce la insuficiență cardiacă în stadiile avansate ale bolii.

#### Boala cardiacă valvulară
Valvele cardiace sănătoase permit sângelui să curgă ușor într-o singură direcție și împiedică refluxul acestuia în direcția opusă. O valvă cardiacă bolnavă poate avea o deschidere îngustă (stenoză), care restricționează fluxul de sânge în direcția normală. O valvă poate fi, de asemenea, insuficientă, permițând sângelui să se scurgă în direcția opusă (regurgitare). Boala valvulară cardiacă poate provoca dificultăți de respirație, leșinuri sau dureri toracice, dar poate fi asimptomatică și detectată doar în timpul unui examen de rutină, prin auzirea unor sunete cardiace anormale sau a unui murmur cardiac. În lumea dezvoltată, boala valvulară cardiacă este cel mai frecvent cauzată de degenerarea secundară îmbătrânirii, dar poate fi cauzată și de o infecție a valvelor inimii (Endocardită). În unele părți ale lumii, boala cardiacă reumatică este o cauză majoră a bolii valvulare cardiace, de obicei ducând la stenoză mitrală sau aortică și fiind cauzată de reacția sistemului imunitar al organismului la o infecție streptococică a gâtului.

#### Aritmii cardiace
Într-o inimă sănătoasă, unde undele de impulsuri electrice își au originea în nodul sinusal înainte de a se răspândi în restul atriilor, nodul atrioventricular și, în final, în ventricule (denumit ritm sinusal normal), acest ritm normal poate fi perturbat. Ritmurile cardiace anormale sau aritmiile pot fi asimptomatice sau pot cauza palpitații, leșinuri sau dificultăți de respirație. Unele tipuri de aritmii, cum ar fi fibrilația atrială, cresc riscul pe termen lung de accident vascular cerebral.
Unele aritmii determină ca inima să bată anormal de încet, fenomen cunoscut sub numele de bradicardie sau bradiaritmie. Aceasta poate fi cauzată de un nod sinusal anormal de lent sau de deteriorări în sistemul de conducere cardiac (bloc cardiac). În alte aritmii, inima poate bate anormal de rapid, fenomen cunoscut sub numele de tahicardie sau tahiaritmie. Aceste aritmii pot lua multe forme și pot avea origini din diferite structuri ale inimii—unele provin din atrii (de exemplu, flutter atrial), altele din nodul atrioventricular (de exemplu, Tahicardie reentrantă nodală AV), în timp ce altele provin din ventricule (de exemplu, tahicardie ventriculară). Unele tahiaritmii sunt cauzate de cicatrici în interiorul inimii (de exemplu, unele forme de tahicardie ventriculară), altele de un focar iritabil (de exemplu, tahicardie atrială focală), iar altele sunt cauzate de un țesut de conducere anormal suplimentar prezent de la naștere (de exemplu, Sindromul Wolff-Parkinson-White). Cea mai periculoasă formă de accelerare a inimii este fibrilația ventriculară, în care ventriculele tremură în loc să se contracte și care, dacă nu este tratată, este rapid fatală.

#### Boala pericardică
Sacul care înconjoară inima, numit pericard, se poate inflama într-o afecțiune cunoscută sub numele de pericardită. Această afecțiune provoacă de obicei dureri în piept care pot iradia spre spate și este adesea cauzată de o infecție virală (Febra glandulară, citomegalovirus sau coxsackievirus). Lichidul se poate acumula în interiorul sacului pericardic, fenomen cunoscut sub numele de revărsat pericardic. Revărsatele pericardice apar adesea secundar pericarditei, Insuficienței renale sau tumorilor și, frecvent, nu cauzează niciun simptom. Totuși, revărsatele mari sau cele care se acumulează rapid pot comprima inima într-o afecțiune cunoscută sub numele de tamponadă cardiacă, provocând dificultăți de respirație și scăderea periculoasă a tensiunii arteriale, care poate fi fatală. Lichidul poate fi îndepărtat din spațiul pericardic pentru diagnostic sau pentru a ameliora tamponada folosind o seringă, într-o procedură numită pericardiocenteză.

#### Boală cardiacă congenitală
Unele persoane se nasc cu inimi anormale, iar aceste anomalii sunt cunoscute sub numele de defecte cardiace congenitale. Ele pot varia de la relativ minore (de exemplu, foramen ovale patent, considerat de unii o variantă normală) până la anomalii grave, care pun viața în pericol (de exemplu, Sindromul inimii stângi hipoplastice). Anomaliile comune includ cele care afectează mușchiul cardiac ce separă cele două părți ale inimii (un „defect septal”, de exemplu, defectul septal ventricular). Alte defecte includ cele care afectează valvele inimii (de exemplu, stenoza aortică congenitală) sau principalele vase de sânge care pornesc de la inimă (de exemplu, coarctația aortei). Se întâlnesc sindroame mai complexe care afectează mai multe părți ale inimii (de exemplu, tetralogia Fallot).
Unele defecte cardiace congenitale permit sângelui sărac în oxigen, care în mod normal ar trebui să fie returnat la plămâni, să fie pompat în schimb către restul corpului. Acestea sunt cunoscute sub numele de defecte cardiace congenitale cianotice și sunt adesea mai grave. Defectele cardiace congenitale majore sunt adesea depistate în copilărie, imediat după naștere sau chiar înainte ca un copil să se nască (de exemplu, transpoziția marilor artere), provocând dificultăți de respirație și o rată mai scăzută de creștere. Formele mai ușoare de boală cardiacă congenitală pot rămâne nedetectate timp de mulți ani și se pot manifesta abia la vârsta adultă (de exemplu, defectul septal atrial).

#### Canalopatii
Canalopatiile pot fi clasificate în funcție de sistemul de organe pe care îl afectează. În sistemul cardiovascular, impulsul electric necesar pentru fiecare bătaie a inimii este furnizat de gradientul electrochimic al fiecărei celule cardiace. Deoarece bătăile inimii depind de mișcarea corectă a ionilor prin membrana de suprafață, canalopatiile ionice cardiace reprezintă un grup major de boli de inimă. Canalopatiile ionice cardiace pot explica unele dintre cazurile de sindrom de moarte subită și sindromul de moarte subită aritmică. Sindromul QT lung este cea mai comună formă de canalopatie cardiacă.
- Sindromul QT lung (LQTS) - În mare parte ereditar. Pe EKG se poate observa un interval QT corectat (QTc) prelungit. Se caracterizează prin leșinuri și tulburări de ritm cardiac brusc și potențial letal, cum ar fi tahicardia ventriculară de tip Torsades de pointes, fibrilația ventriculară și risc de moarte subită cardiacă.
- Sindromul QT scurt.
- Tahicardie ventriculară polimorfă catecolaminergică (CPVT).[38]
- Defect progresiv de conducere cardiacă (PCCD).
- Sindromul de repolarizare precoce (BER) - Comun la persoanele tinere și active, în special la bărbați, deoarece este influențat de nivelurile ridicate de testosteron, care determină creșterea curenților de potasiu, ceea ce duce la o ridicare a punctului J pe EKG. În cazuri foarte rare, poate duce la fibrilație ventriculară și moarte.[39]
- Sindromul Brugada - O tulburare genetică caracterizată printr-un EKG anormal și una dintre cele mai frecvente cauze de moarte subită cardiacă la bărbații tineri.[40]

### Diagnostic
Boala de inimă este diagnosticată prin efectuarea unui istoric medical, a unui examen cardiac și a investigațiilor ulterioare, inclusiv analize de sânge, ecocardiograme, electrocardiograme și imagistică. Alte proceduri invazive, cum ar fi cateterismul cardiac, pot juca, de asemenea, un rol.

#### Examinare
Examinarea cardiacă include inspecția, palparea toracelui cu mâinile și ascultarea cu un stetoscop (auscultație). Aceasta implică evaluarea semnelor care pot fi vizibile pe mâinile unei persoane (cum ar fi hemoragiile în așchii), Articulații și alte zone. Pulsul unei persoane este măsurat, de obicei la artera radială de lângă Încheietura mâinii, pentru a evalua ritmul și forța pulsului. Tensiunea arterială este măsurată, fie cu un sfigmomanometru manual sau automat, fie printr-o măsurare mai invazivă din interiorul arterei. Se notează orice ridicare a pulsului venos jugular. Toracele unei persoane este palpat pentru a detecta eventuale vibrații transmise de inimă, după care este ascultat cu un stetoscop.

#### Sunete inimii

Ecocardiogramă 3D care arată valva mitrală (dreapta), valvele tricuspide și mitrale (stânga sus) și valva aortică (dreapta sus). Închiderea valvelor cardiace provoacă zgomote cardiace.

De obicei, inimile sănătoase au doar două sunete cardiace audibile, numite S1 și S2. Primul sunet cardiac, S1, este sunetul produs de închiderea valvelor atrioventriculare în timpul contracției ventriculare și este descris în mod obișnuit ca „lub”. Al doilea sunet cardiac, S2, este sunetul produs de închiderea valvelor semilunare în timpul diastolei ventriculare și este descris ca „dub”. Fiecare sunet este compus din două componente, reflectând ușoara diferență de timp dintre închiderea celor două valve. S2 se poate diviza în două sunete distincte, fie ca rezultat al inspirației, fie din cauza unor probleme valvulare sau cardiace. Pot fi prezente și sunete cardiace suplimentare, care duc la apariția unor ritmuri de galop. Un al treilea sunet cardiac, S3, indică de obicei o creștere a volumului de sânge ventricular. Un al patrulea sunet cardiac, S4, este numit galop atrial și este produs de sunetul sângelui forțat într-un ventricul rigid. Prezența combinată a sunetelor S3 și S4 produce un galop cvadruplu. Murmurele cardiace sunt sunete cardiace anormale, care pot fi fie legate de o boală, fie benigne, și există mai multe tipuri. În mod normal, există două sunete cardiace, iar sunetele anormale pot fi fie sunete suplimentare, fie „murmure” legate de fluxul de sânge între sunete. Murmurele sunt clasificate după volum, de la 1 (cel mai silențios) la 6 (cel mai puternic), și sunt evaluate în funcție de relația lor cu sunetele cardiace, poziția în ciclul cardiac și alte caracteristici, cum ar fi iradierea lor către alte zone, modificările în funcție de poziția persoanei, frecvența sunetului determinată de partea stetoscopului cu care sunt auzite și locul în care sunt auzite cel mai tare. Murmurele pot fi cauzate de valve cardiace deteriorate sau boli cardiace congenitale, cum ar fi defectele de sept ventricular, sau pot fi auzite în inimi normale. Un alt tip de sunet, un frecment pericardic, poate fi auzit în cazurile de pericardită, atunci când membranele inflamate se freacă între ele.

#### Teste de sange
Testele de sânge joacă un rol important în diagnosticul și tratamentul multor afecțiuni cardiovasculare.
Troponina este un biomarker sensibil pentru o inimă cu aprovizionare insuficientă de sânge. Este eliberată la 4–6 ore după leziune și atinge, de obicei, un vârf în aproximativ 12–24 de ore. Se efectuează adesea două teste pentru troponină—unul la momentul prezentării inițiale și altul în decurs de 3–6 ore, cu un nivel ridicat sau o creștere semnificativă a nivelului fiind considerate diagnostice. Un test pentru Peptidul natriuretic cerebral (BNP) poate fi folosit pentru a evalua prezența insuficienței cardiace și crește atunci când există o cerere crescută asupra ventriculului stâng. Aceste teste sunt considerate biomarkeri deoarece sunt foarte specifice pentru bolile cardiace. Testarea formei MB a creatinkinazei oferă informații despre alimentarea cu sânge a inimii, dar este utilizată mai rar deoarece este mai puțin specifică și sensibilă.
Alte teste de sânge sunt adesea efectuate pentru a ajuta la înțelegerea stării generale de sănătate a unei persoane și a factorilor de risc care ar putea contribui la bolile de inimă. Acestea includ adesea o hemogramă completă pentru a investiga anemia și un set de analize metabolice de bază, care pot dezvălui orice perturbări ale electroliților. Un test de coagulare este adesea necesar pentru a asigura administrarea corectă a anticoagulantelor. Lipidele și glucoza din sânge, măsurate pe nemâncate (sau nivelul HbA1c), sunt adesea comandate pentru a evalua nivelul colesterolului și starea diabetică a unei persoane, respectiv.

#### Electrocardiogramă

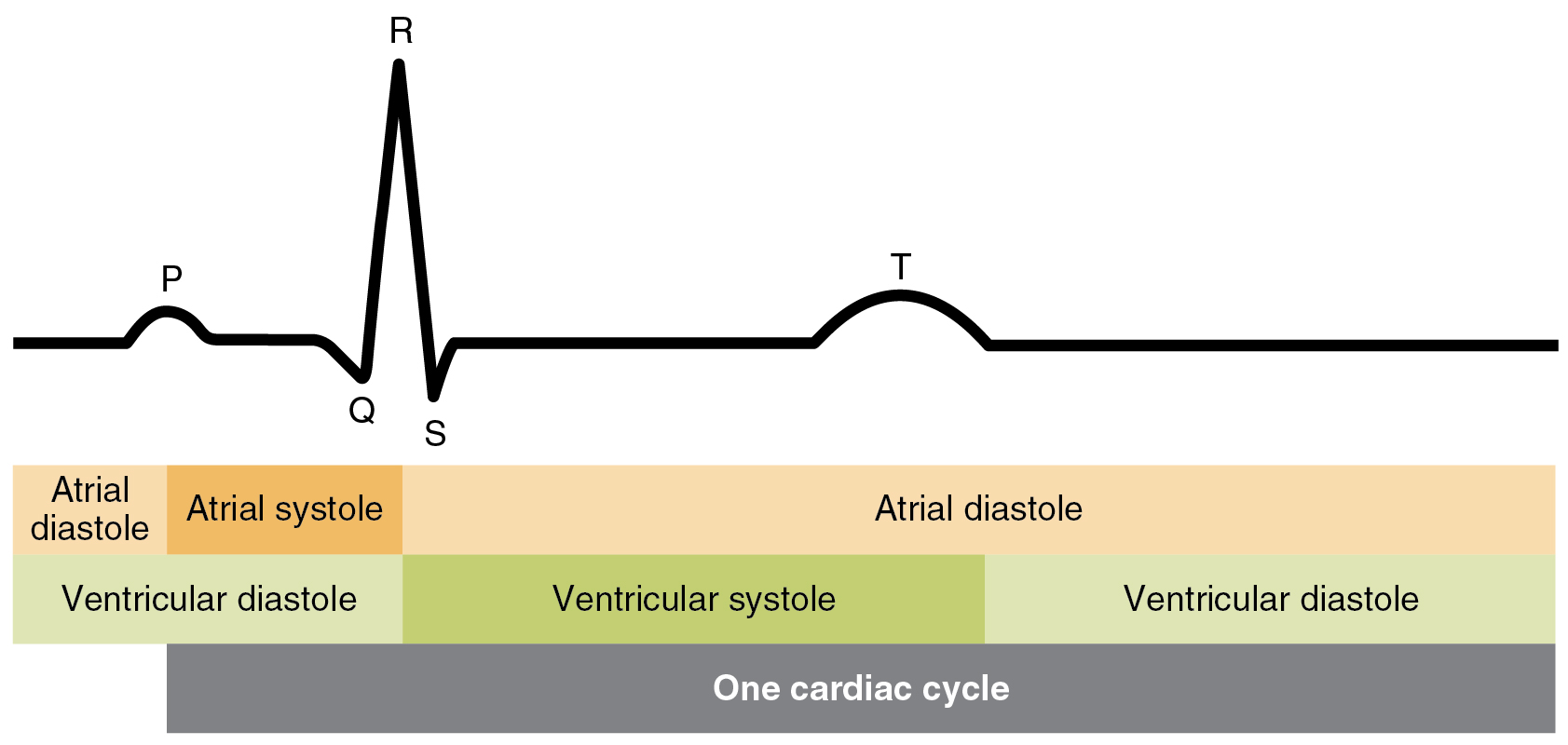
Ciclul cardiac indicat față de EKG

Folosind electrozi de suprafață aplicați pe corp, este posibil să se înregistreze activitatea electrică a inimii. Această trasare a semnalului electric este electrocardiograma (ECG) sau (EKG). Un ECG este un test efectuat la patul pacientului și implică plasarea a zece electrozi pe corp. Aceasta produce un ECG „cu 12 derivații” (trei derivații suplimentare sunt calculate matematic, iar o derivație este legată la masă sau împământată).
Pe ECG există cinci caracteristici proeminente: unda P (depolarizarea atrială), complexul QRS (depolarizarea ventriculară) și unda T (repolarizarea ventriculară). Pe măsură ce celulele inimii se contractă, ele creează un curent care se deplasează prin inimă. O deflexiune descendentă pe ECG sugerează că celulele devin mai pozitive în sarcină („depolarizare”) în direcția acelei derivații, în timp ce o inflexiune ascendentă sugerează că celulele devin mai negative („repolarizare”) în direcția derivației. Acest lucru depinde de poziția derivației, astfel încât, dacă un val de depolarizare se deplasează de la stânga la dreapta, o derivație pe partea stângă ar arăta o deflexiune negativă, iar o derivație pe partea dreaptă ar arăta o deflexiune pozitivă. ECG-ul este un instrument util pentru detectarea tulburărilor de ritm și a insuficienței în alimentarea cu sânge a inimii. Uneori, anomaliile sunt suspectate, dar nu sunt imediat vizibile pe ECG. Testarea în timpul exercițiilor fizice poate fi utilizată pentru a provoca o anomalie, sau un ECG poate fi purtat pentru o perioadă mai lungă, cum ar fi un monitor Holter de 24 de ore, dacă o anomalie de ritm suspectată nu este prezentă în momentul evaluării.

#### Imagistica
Mai multe metode de imagistică pot fi utilizate pentru a evalua anatomia și funcția inimii, inclusiv ecografia (ecocardiografia), angiografia, CT, RMN și scanările PET. Un ecocardiogramă este o ecografie a inimii folosită pentru a măsura funcția inimii, a evalua bolile valvulare și a detecta eventualele anomalii. Ecocardiografia poate fi realizată fie cu o sondă pe piept (transtoracică), fie cu o sondă în esofag (transesofagiană). Un raport tipic de ecocardiografie va include informații despre lățimea valvelor, notând orice stenoză, dacă există vreun reflux de sânge (regurgitare) și informații despre volumul de sânge la sfârșitul sistolei și diastolei, inclusiv o fracție de ejecție, care descrie cât de mult sânge este ejectat din ventriculii stâng și drept după sistolă. Fracția de ejecție poate fi obținută prin împărțirea volumului ejectat de inimă (volumul sistolic) la volumul inimii umplute (volumul telediastolic).
Ecocardiogramele pot fi efectuate și în condiții de stres pentru organism, pentru a examina semnele de lipsă de aport de sânge. Acest test de stres cardiac implică fie exercițiu fizic direct, fie, atunci când acesta nu este posibil, injectarea unui medicament, cum ar fi dobutamina.
Tomografiile computerizate (CT), radiografiile toracice și alte forme de imagistică pot ajuta la evaluarea dimensiunii inimii, la identificarea semnelor de edem pulmonar și la indicarea prezenței lichidului în jurul inimii. Acestea sunt, de asemenea, utile pentru evaluarea aortei, vasul major de sânge care părăsește inima.

### Tratament
Bolile care afectează inima pot fi tratate printr-o varietate de metode, inclusiv modificarea stilului de viață, tratamentul medicamentos și intervenția chirurgicală.

#### Boala cardiacă ischemică
Îngustările arterelor coronare (boala cardiacă ischemică) sunt tratate pentru a ameliora simptomele durerii în piept cauzate de o arteră parțial îngustată (angină pectorală), pentru a minimiza deteriorarea mușchiului cardiac atunci când o arteră este complet ocluzionată (Infarct miocardic) sau pentru a preveni apariția unui infarct miocardic. Medicamentele pentru ameliorarea simptomelor de angină includ nitroglicerina, beta-blocantele și blocantele canalelor de calciu, în timp ce tratamentele preventive includ antiplachetarele precum aspirina și statinele, măsuri de stil de viață, cum ar fi renunțarea la fumat și pierderea în greutate, și tratarea factorilor de risc, cum ar fi Hipertensiune arterială și diabetul.
Pe lângă utilizarea medicamentelor, arterele inimii îngustate pot fi tratate prin extinderea îngustărilor sau redirecționarea fluxului de sânge pentru a ocoli o obstrucție. Aceasta poate fi realizată printr-o intervenție coronariană percutanată, în timpul căreia îngustările pot fi extinse prin trecerea unor fire cu vârf de balon în arterele coronare, umflarea balonului pentru a extinde îngustarea și, uneori, lăsând în urmă un schelet metalic cunoscut sub numele de stent pentru a menține artera deschisă.
Dacă îngustările arterelor coronare nu sunt potrivite pentru tratament printr-o intervenție coronariană percutanată, poate fi necesară o intervenție chirurgicală deschisă. Se poate efectua un bypass arterial coronarian, în care un vas de sânge dintr-o altă parte a corpului (vena safenă, artera radială sau artera mamară internă) este utilizat pentru a redirecționa sângele de la un punct anterior îngustării (de obicei aorta) la un punct dincolo de obstrucție.

#### Boala cardiacă valvulară
Valvulele cardiace bolnave care au devenit anormal de îngustate sau cu scurgeri anormale pot necesita intervenție chirurgicală. Aceasta se realizează, în mod tradițional, printr-o procedură chirurgicală deschisă pentru a înlocui valvula cardiacă deteriorată cu o valvă protetică din țesut sau metal. În unele cazuri, valvulele tricuspide sau mitrale pot fi reparate chirurgical, evitând astfel necesitatea unei înlocuiri a valvei. Valvulele cardiace pot fi, de asemenea, tratate percutanat, folosind tehnici care au multe asemănări cu intervenția coronariană percutanată. Înlocuirea valvei aortice prin cateter este utilizată din ce în ce mai frecvent pentru pacienții considerați a avea un risc foarte mare pentru înlocuirea valvei printr-o procedură deschisă.

#### Aritmii cardiace
Ritmurile cardiace anormale (aritmiile) pot fi tratate cu medicamente antiaritmice. Acestea pot acționa prin manipularea fluxului de electroliți prin membrana celulară (cum ar fi blocantele canalelor de calciu, blocantele canalelor de sodiu, amiodarona sau digoxina) sau prin modificarea efectului sistemului nervos autonom asupra inimii (beta-blocante și atropină). În cazul unor aritmii, cum ar fi fibrilația atrială, care crește riscul de accident vascular cerebral, acest risc poate fi redus prin utilizarea de anticoagulante, cum ar fi warfarina sau noile anticoagulante orale.
Dacă medicamentele nu reușesc să controleze o aritmie, o altă opțiune de tratament poate fi ablația prin cateter. În aceste proceduri, firele sunt introduse dintr-o venă sau arteră din picior până la inimă pentru a găsi zona de țesut anormal care provoacă aritmia. Țesutul anormal poate fi intenționat deteriorat sau ablatat prin încălzire sau înghețare pentru a preveni alte tulburări de ritm cardiac. Deși majoritatea aritmiilor pot fi tratate prin tehnici minim invazive cu cateter, unele aritmii (în special fibrilația atrială) pot fi tratate și prin intervenții chirurgicale deschise sau toracoscopice, fie în timpul altor intervenții chirurgicale cardiace, fie ca o procedură separată. O Cardioversie, în care un șoc electric este folosit pentru a scoate inima dintr-un ritm anormal, poate fi de asemenea utilizată.
Dispozitivele cardiace sub formă de stimulatoare cardiace sau defibrilatoare implantabile pot fi, de asemenea, necesare pentru a trata aritmiile. Stimulatoarele cardiace, care constau într-un mic generator alimentat de baterii implantat sub piele și unul sau mai multe fire care se extind până la inimă, sunt cel mai frecvent utilizate pentru a trata ritmurile cardiace anormal de lente. Defibrilatoarele implantabile sunt utilizate pentru a trata ritmurile cardiace rapide, care pun viața în pericol. Aceste dispozitive monitorizează inima și, dacă detectează o accelerare periculoasă a ritmului cardiac, pot livra automat un șoc pentru a restabili ritmul cardiac normal. Defibrilatoarele implantabile sunt cel mai frecvent utilizate la pacienții cu insuficiență cardiacă, cardiomiopatii sau sindroame aritmice ereditare.

## Istorie

### Perioada antică

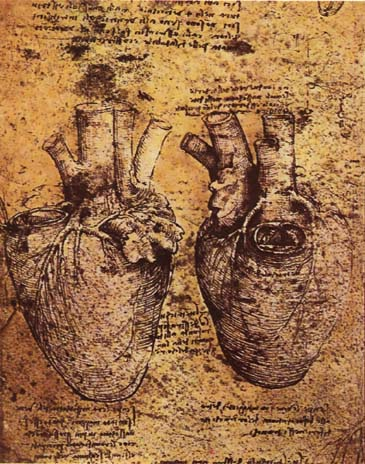
Inima și vasele sale de sânge, de Leonardo da Vinci, secolul al XV-lea

Oamenii au cunoscut existența inimii încă din timpuri străvechi, deși funcția și anatomia ei precisă nu erau clar înțelese. De la viziunile religioase predominante ale societăților timpurii asupra inimii, grecii antici sunt considerați a fi fost cei care au stabilit înțelegerea științifică a inimii în lumea antică. Aristotel considera că inima este organul responsabil pentru crearea sângelui; Platon o vedea ca sursa sângelui care circulă, iar Hippocrate a observat circulația ciclică a sângelui din corp prin inimă către plămâni. Erasistratos (304–250 î.Hr.) a notat că inima funcționează ca o pompă, cauzând dilatarea vaselor de sânge, și a observat că arterele și venele radiază din inimă, devenind progresiv mai mici pe măsură ce se îndepărtează, deși credea că acestea sunt umplute cu aer și nu cu sânge. El a descoperit, de asemenea, valvele inimii.
Medicul grec Galen (secolul al II-lea d.Hr.) știa că vasele de sânge transportă sânge și a identificat sângele venos (roșu închis) și cel arterial (mai deschis la culoare și mai subțire), fiecare având funcții distincte și separate. Galen, considerând inima cel mai fierbinte organ din corp, a concluzionat că aceasta furnizează căldură corpului. Inima nu pompa sângele, ci mișcarea ei trăgea sângele în interior în timpul diastolei, iar sângele se mișca prin pulsarea arterelor în sine. Galen credea că sângele arterial era creat din sângele venos care trecea din ventriculul drept în ventriculul stâng prin „pori” între ventricule. Aerul din plămâni trecea din plămâni prin artera pulmonară în partea stângă a inimii și crea sângele arterial.
Aceste idei au rămas necontestate timp de aproape o mie de ani.

### Perioada pre-modernă
Primele descrieri ale sistemelor de circulație coronariană și pulmonară pot fi găsite în "Comentariul asupra Anatomiei din Canonul lui Avicenna," publicat în 1242 de Ibn al-Nafis. În manuscrisul său, al-Nafis a scris că sângele trece prin circulația pulmonară în loc să se deplaseze din ventriculul drept în ventriculul stâng, așa cum se credea anterior conform lui Galen. Lucrarea sa a fost tradusă ulterior în latină de Andrea Alpago.
În Europa, învățăturile lui Galen au continuat să domine comunitatea academică, iar doctrinele sale au fost adoptate ca canon oficial al Bisericii. Andreas Vesalius a pus sub semnul întrebării unele dintre credințele lui Galen despre inimă în lucrarea "De humani corporis fabrica" (1543), dar opera sa de căpătâi a fost interpretată ca o provocare la adresa autorităților, iar el a fost supus la numeroase atacuri. Michael Servetus a scris în "Christianismi Restitutio" (1553) că sângele curge de la o parte a inimii la cealaltă prin plămâni.

### Perioada modernă

Inima animată

Un progres major în înțelegerea fluxului sanguin prin inimă și corp a venit odată cu publicarea lucrării *De Motu Cordis* (1628) de către medicul englez William Harvey. Cartea lui Harvey descrie complet circulația sistemică și forța mecanică a inimii, ceea ce a dus la o revizuire completă a doctrinelor galenice. Otto Frank (1865–1944) a fost un fiziolog german; printre numeroasele sale lucrări publicate se numără studii detaliate ale acestei importante relații cardiace. Ernest Starling (1866–1927) a fost un fiziolog englez important care a studiat și el inima. Deși au lucrat în mare parte independent, eforturile lor combinate și concluziile similare au fost recunoscute sub denumirea de "mecanismul Frank–Starling".

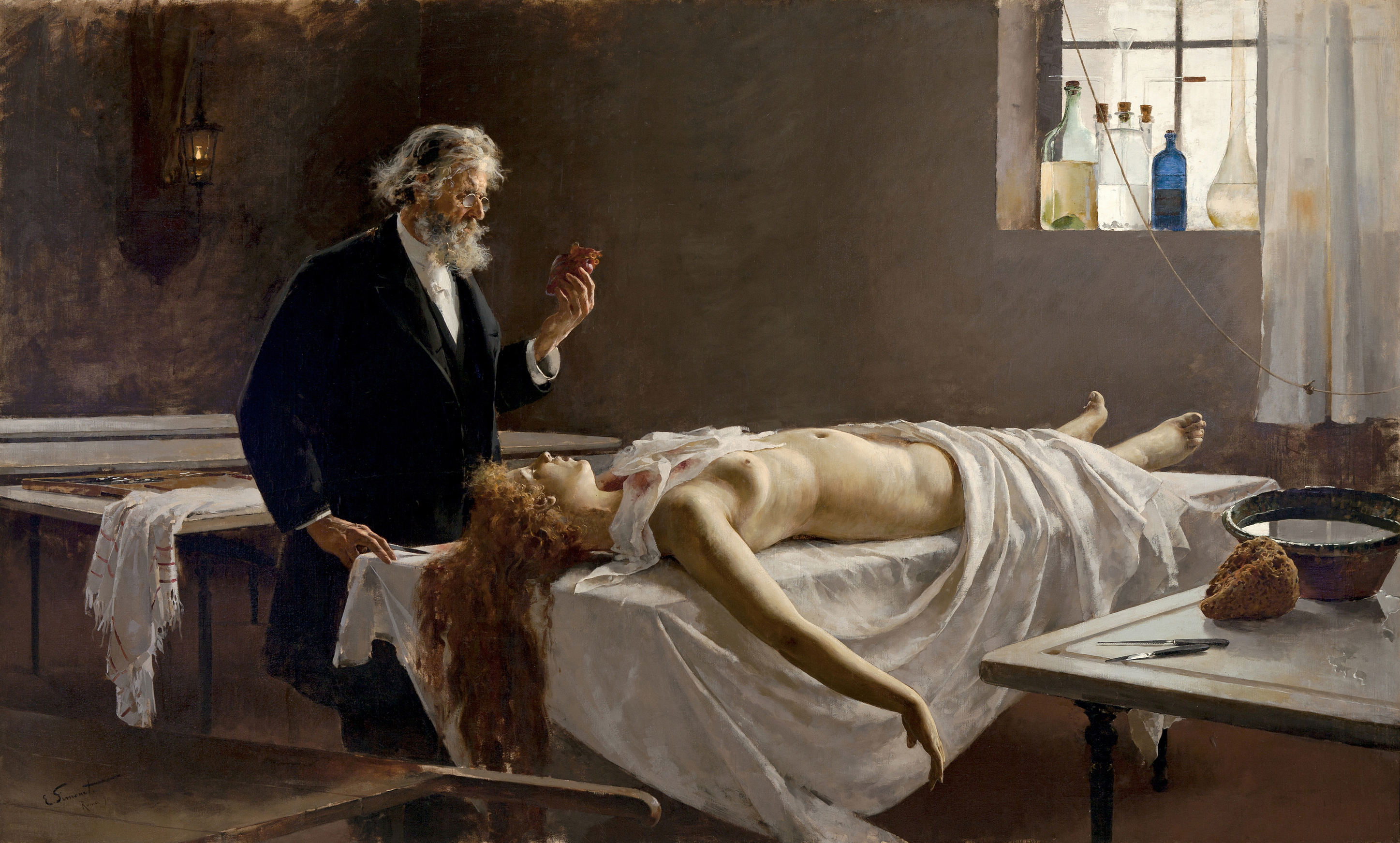
Enrique Simone, „Ea avea o inimă” (1890)

Deși fibrele Purkinje și fasciculul lui His au fost descoperite încă din secolul al XIX-lea, rolul lor specific în sistemul de conducere electrică al inimii a rămas necunoscut până când Sunao Tawara și-a publicat monografia intitulată *Das Reizleitungssystem des Säugetierherzens* în 1906. Descoperirea nodului atrioventricular de către Tawara i-a determinat pe Arthur Keith și Martin Flack să caute structuri similare în inimă, ceea ce a dus la descoperirea nodului sinoatrial câteva luni mai târziu. Aceste structuri formează baza anatomică a electrocardiogramei, al cărei inventator, Willem Einthoven, a fost distins cu Premiul Nobel pentru Medicină sau Fiziologie în 1924.
Prima transplantare de inimă la un om a fost realizată de James Hardy în 1964, folosind o inimă de cimpanzeu, dar pacientul a murit în decurs de 2 ore. Prima transplantare de inimă de la om la om a fost efectuată în 1967 de chirurgul sud-african Christiaan Barnard la Spitalul Groote Schuur din Cape Town. Acest eveniment a marcat un moment important în chirurgia cardiacă, captând atenția atât a profesiei medicale, cât și a lumii în general. Cu toate acestea, ratele de supraviețuire pe termen lung ale pacienților erau inițial foarte scăzute. Louis Washkansky, primul beneficiar al unei inimi donate, a murit la 18 zile după operație, în timp ce alți pacienți nu au supraviețuit mai mult de câteva săptămâni. Chirurgul american Norman Shumway a fost recunoscut pentru eforturile sale de a îmbunătăți tehnicile de transplant, alături de pionieri precum Richard Lower, Vladimir Demikhov și Adrian Kantrowitz. Până în martie 2000, au fost efectuate peste 55.000 de transplanturi de inimă în întreaga lume. Primul transplant de succes al unei inimi de la un porc modificat genetic la un om, în urma căruia pacientul a trăit o perioadă mai lungă de timp, a fost realizat pe 7 ianuarie 2022 la Baltimore de chirurgul cardiac Bartley P. Griffith; beneficiarul, David Bennett (57 de ani), a supraviețuit până pe 8 martie 2022 (1 lună și 30 de zile).
Până la mijlocul secolului al XX-lea, bolile de inimă au depășit bolile infecțioase ca principala cauză de deces în Statele Unite, și sunt în prezent principala cauză de deces la nivel mondial. Începând din 1948, Studiul Inimii Framingham a adus lumină asupra efectelor diferiților factori asupra inimii, inclusiv dieta, exercițiile fizice și medicamentele comune, cum ar fi aspirina. Deși introducerea inhibitorilor ACE și a beta-blocantelor a îmbunătățit gestionarea insuficienței cardiace cronice, boala continuă să fie o povară medicală și socială enormă, cu 30 până la 40% dintre pacienți murind în decurs de un an de la primirea diagnosticului.

## Societate și cultură

### Simbolism

Simbol comun al inimii

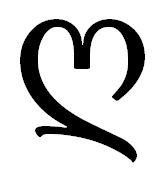
Litera ღ din scrierea georgiană este adesea folosită ca simbol al „inimii”.

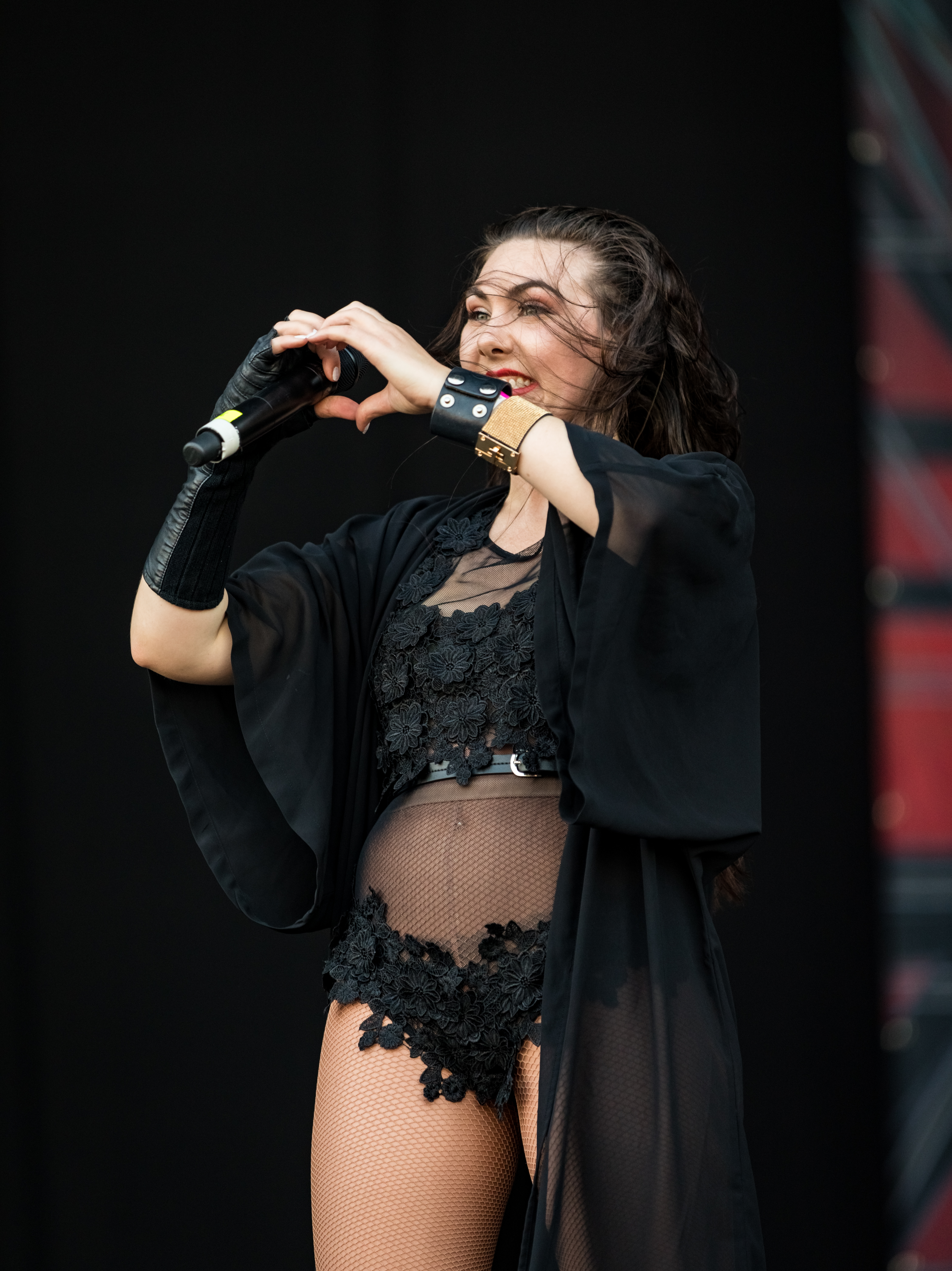
Elize Ryd făcând un semn de inimă la un concert în 2018

Fiind unul dintre organele vitale, inima a fost mult timp identificată ca centrul întregului corp, sediul vieții, al emoțiilor, rațiunii, voinței, intelectului, scopului sau al minții. Inima este un simbol emblematic în multe religii, semnificând "adevărul, conștiința sau curajul moral în multe religii—templul sau tronul lui Dumnezeu în gândirea islamică și iudeo-creștină; centrul divin, sau atman, și al treilea ochi al înțelepciunii transcendente în Hinduism; diamantul purității și esența lui Buddha; centrul taoist al înțelegerii."
În Biblia ebraică, cuvântul pentru inimă, *lev*, este folosit cu aceste înțelesuri, ca sediu al emoțiilor, al minții, și referindu-se la organul anatomic. Este, de asemenea, legat funcțional și simbolic de stomac.
O parte importantă a conceptului de suflet în religia egipteană antică era considerată a fi inima, sau *ib*. Se credea că *ib* sau inima metafizică se forma dintr-o picătură de sânge din inima mamei copilului, luată la concepție. Pentru Egiptenii antici, inima era sediul emoțiilor, gândurilor, voinței și intenției. Acest lucru este evident din expresiile egiptene care încorporează cuvântul *ib*, cum ar fi *Awi-ib* pentru "fericit" (literalmente, "cu inima lungă"), *Xak-ib* pentru "înstrăinat" (literalmente, "cu inima scurtată"). În religia egipteană, inima era cheia vieții de apoi. Se credea că supraviețuiește morții în lumea de dincolo, unde dădea mărturie pentru sau împotriva posesorului său. Prin urmare, inima nu era îndepărtată din corp în timpul mumificării și se credea că este centrul inteligenței și sentimentelor, necesară în viața de apoi. Se credea că inima era examinată de Anubis și o varietate de zeități în timpul ceremoniei Cântărirea Inimii. Dacă inima cântărea mai mult decât pana lui Maat, care simboliza standardul ideal de comportament, aceasta era devorată de monstrul Ammit.
Caracterul chinezesc pentru "inimă", 心, derivă dintr-o reprezentare comparativ realistă a unei inimi (indicând camerele inimii) în scriptul sigilar. Cuvântul chinezesc *xīn* are și semnificații metaforice precum "minte", "intenție" sau "nucleu" și este adesea tradus ca "inimă-minte", deoarece chinezii antici credeau că inima era centrul cogniției umane. În medicina chineză, inima este văzută ca centrul *shén* ("spirit, conștiință"). Inima este asociată cu intestinul subțire, limba, guvernează cele șase organe și cinci viscere și aparține elementului foc în cele cinci elemente.
Cuvântul sanscrit pentru inimă este *hṛd* sau *hṛdaya*, găsit în cel mai vechi text sanscrit supraviețuitor, *Rigveda*. În sanscrită, acesta poate însemna atât obiectul anatomic, cât și "minte" sau "suflet", reprezentând sediul emoțiilor. *Hrd* poate fi un cognat al cuvântului pentru inimă în greacă, latină și engleză.
Mulți filozofi și oameni de știință clasici, inclusiv Aristotel, considerau inima ca sediul gândirii, rațiunii sau emoțiilor, adesea ignorând creierul ca fiind responsabil pentru aceste funcții. Identificarea inimii ca sediu al emoțiilor, în special, se datorează medicului roman Galen, care a plasat, de asemenea, sediul pasiunilor în ficat și sediul rațiunii în creier.
Inima a jucat, de asemenea, un rol în sistemul de credințe aztec. Cea mai comună formă de sacrificiu uman practicată de azteci era extragerea inimii. Aztecii credeau că inima (*tona*) era atât sediul individului, cât și un fragment al căldurii Soarelui (*istli*). Până în prezent, nahua consideră Soarele ca fiind o inimă-suflet (*tona-tiuh*): "rotund, fierbinte, pulsând".
Lideri indigeni din Alaska până în Australia s-au reunit în 2020 pentru a transmite un mesaj lumii că umanitatea trebuie să facă tranziția de la minte la inimă și să lase inima să fie cea care ghidează acțiunile noastre. Mesajul a fost transformat într-un film, care subliniază faptul că umanitatea trebuie să-și deschidă inimile pentru a restabili echilibrul în lume. Kumu Sabra Kauka, o educatoare în studii hawaiiene și păstrătoare a tradiției, a rezumat mesajul filmului spunând: "Ascultă-ți inima. Urmează-ți calea. Să fie clară și pentru binele tuturor." Filmul a fost condus de Illarion Merculieff din tribul Aleut (Unangan). Merculieff a scris că bătrânii Unangan se refereau la inimă ca fiind o "sursă de înțelepciune", "un portal mai profund al interconectivității și conștientizării profunde care există între oameni și toate ființele vii".
În Catolicism, a existat o lungă tradiție de venerare a inimii, derivată din cultul rănilor lui Isus Hristos, care a câștigat popularitate de la mijlocul secolului al XVI-lea. Această tradiție a influențat dezvoltarea devoțiunii creștine medievale către Inima Sacră a lui Isus și venerarea paralelă a Inimii Neprihănite a Mariei, popularizată de Ioan Eudes. Există, de asemenea, multe referințe la inimă în Biblia creștină, inclusiv "Fericiți cei cu inima curată, căci ei Îl vor vedea pe Dumnezeu", "Mai presus de toate, păzește-ți inima, căci din ea izvorăște viața", "Căci unde este comoara ta, acolo va fi și inima ta", "Căci așa cum gândește omul în inima sa, așa va fi el."
Expresia unei inimi frânte este o referință interculturală la durerea pierderii cuiva drag sau la dragostea romantică neîmplinită.
Noțiunea "săgeților lui Cupidon" este veche, datorată lui Ovidiu, dar, deși Ovidiu îl descrie pe Cupidon rănindu-și victimele cu săgețile sale, nu se face explicit că inima este cea rănită. Iconografia familiară a lui Cupidon trăgând simboluri mici de inimă este o temă renascentistă care a devenit legată de Ziua îndrăgostiților.
În anumite limbi din Trans-Noua Guinee, cum ar fi Foi și Momoona, inima și sediul emoțiilor sunt colexificate, ceea ce înseamnă că împărtășesc același cuvânt.

### Gastronomie
Inimile de animale sunt consumate pe scară largă ca aliment. Fiind aproape în întregime alcătuite din mușchi, acestea sunt bogate în proteine. De multe ori, sunt incluse în preparate împreună cu alte organe, de exemplu, în kokoretsi pan-otoman.
Inimile de pui sunt considerate măruntaie și sunt adesea gătite pe frigărui; exemple de acest fel sunt hāto yakitori din Japonia, churrasco de coração din Brazilia și satay de inimă de pui din Indonezia. Pot fi, de asemenea, prăjite la tigaie, așa cum se face în preparatul israelian Jerusalem mixed grill. În bucătăria egipteană, pot fi folosite, fin tocate, ca parte a umpluturii pentru pui. Multe rețete le combină cu alte măruntaie, cum ar fi *pollo en menudencias* din Mexic și *ragu iz kurinyikh potrokhov* din Rusia.
Inimile de vită, porc și oaie pot fi în general interschimbabile în rețete. Fiind un mușchi care lucrează intens, carnea inimii este "fermă și destul de uscată", așa că în general se gătește lent. O altă metodă de a înmuia carnea este să fie tăiată julienne, cum se face în preparatul chinezesc de inimă sotată.
Inima de vită poate fi gătită pe grătar sau înăbușită. În preparatul peruvian *anticuchos de corazón*, inimile de vită la grătar sunt fripte după ce au fost frăgezite printr-o marinare îndelungată într-un amestec de condimente și oțet. O rețetă australiană de "falsă gâscă" este, de fapt, inimă de vită umplută și înăbușită.
Inima de porc poate fi fiartă, poșată, înăbușită sau transformată în cârnați. *Oret* balinez este un fel de cârnat de sânge făcut cu inimă de porc și sânge. O rețetă franceză pentru *cœur de porc à l'orange* constă în inimă de porc înăbușită cu un sos de portocale.

## Alte animale

### Vertebrate
Dimensiunea inimii variază între diferitele grupuri de animale, cu inimi la vertebrate care variază de la cele ale celor mai mici șoareci (12 mg) până la balena albastră (600 kg). La vertebrate, inima se află în partea ventrală a corpului, în mijloc, fiind înconjurată de un pericard, care, la unii pești poate fi conectat la peritoneu.
Nodul sinoatrial este prezent la toate amniotele, dar nu și la vertebratele mai primitive. La aceste animale, mușchii inimii sunt relativ continuuși, iar sinusul venos coordonează bătăile, care se propagă în valuri prin camerele rămase. Deoarece sinusul venos este încorporat în atriul drept la amniote, este probabil omolog cu nodul SA. La Teleosteeni, care au un sinus venos vestigial, centrul principal de coordonare se află, în schimb, în atriu. Rata bătăilor inimii variază enorm între diferite specii, de la aproximativ 20 de bătăi pe minut la cod până la aproximativ 600 la colibri și până la 1200 bpm la colibri cu gât rubin.

### Sistemul circulator dublu

O secțiune transversală a unei inimi de amfibieni adulte cu trei camere.

Amfibienii adulți și majoritatea Reptilelor au un sistem circulator dublu, ceea ce înseamnă un sistem circulator împărțit în părți arteriale și venoase. Totuși, inima în sine nu este complet separată în două părți. În schimb, este împărțită în trei camere—două atrii și un ventricul. Sângele care se întoarce atât din circulația sistemică, cât și din plămâni este returnat, iar sângele este pompat simultan în circulația sistemică și către plămâni. Sistemul dublu permite circulația sângelui către și dinspre plămâni, care livrează sânge oxigenat direct la inimă.
La reptile, cu excepția șerpilor, inima este situată de obicei în jurul mijlocului toracelui. La Șerpii terestri și arboricoli, inima este de obicei localizată mai aproape de cap; la speciile acvatice, inima este poziționată mai central. Inima are trei camere: două atrii și un ventricul. Forma și funcția acestor inimi sunt diferite de cele ale mamiferelor, deoarece șerpii au un corp alungit și sunt afectați de factori de mediu diferiți. În special, poziția relativă a inimii în corpul șerpilor a fost influențată semnificativ de gravitație. Prin urmare, șerpii de dimensiuni mai mari tind să aibă o tensiune arterială mai mare din cauza schimbării gravitaționale. Ventriculul este incomplet separat în două jumătăți printr-un perete (sept), cu un gol considerabil aproape de deschiderile arterei pulmonare și aortice. La majoritatea speciilor de reptile, pare să existe puțină, dacă există, amestecare între fluxurile de sânge, astfel încât aorta primește, în esență, doar sânge oxigenat. Excepția de la această regulă o constituie crocodilii, care au o inimă cu patru camere.
În inima peștilor pulmonari, septul se extinde parțial în ventricul. Acest lucru permite un anumit grad de separare între fluxul de sânge neoxigenat destinat plămânilor și fluxul de sânge oxigenat care este livrat restului corpului. Absența unei astfel de diviziuni la speciile de amfibieni vii poate fi parțial datorată cantității de respirație care are loc prin piele; astfel, sângele returnat la inimă prin venele cave este deja parțial oxigenat. Drept urmare, poate exista o nevoie mai mică de o separare fină între cele două fluxuri de sânge decât la peștii pulmonari sau la alți tetrapode. Cu toate acestea, la cel puțin unele specii de amfibieni, natura spongioasă a ventriculului pare să mențină o separare mai mare între fluxurile de sânge. De asemenea, valvele originale ale conului arterial au fost înlocuite cu o valvă spiralată care îl împarte în două părți paralele, ajutând astfel la menținerea separării celor două fluxuri de sânge.

### Diviziune completă
Arhosaurienii (Crocodili și Pasări) și mamiferele prezintă o separare completă a inimii în două pompe, având un total de patru camere cardiace. Se crede că inima cu patru camere a arhosaurienilor a evoluat independent de cea a mamiferelor. La crocodilieni, există o mică deschidere, numită foramenul lui Panizza, la baza trunchiurilor arteriale, iar în timpul scufundărilor sub apă există un anumit grad de amestecare între sângele din fiecare parte a inimii; astfel, doar la păsări și mamifere cele două fluxuri de sânge—cel către circulația pulmonară și cel către circulația sistemică—sunt menținute permanent complet separate de o barieră fizică.

### Pește

Fluxul de sânge prin inima peștelui: sinus venos, atriu, ventricul și tractul de evacuare

Inima a evoluat acum cel puțin 380 de milioane de ani la pești. Peștii au ceea ce este adesea descris ca o inimă cu două camere, formată dintr-un atriu care primește sângele și un ventricul care îl pompează. Totuși, inima peștilor are compartimente de intrare și ieșire care pot fi considerate camere, așa că uneori este descrisă ca având trei sau patru camere, în funcție de ce este considerat a fi o cameră. Atriul și ventriculul sunt uneori considerate „camere adevărate”, în timp ce celelalte sunt considerate „camere accesorii”.
Peștii primitivi au o inimă cu patru camere, dar camerele sunt aranjate secvențial, astfel încât această inimă primitivă este destul de diferită de inimile cu patru camere ale mamiferelor și păsărilor. Prima cameră este sinusul venos, care colectează sângele neoxigenat din corp prin vene hepatice și cardinale. De aici, sângele curge în atriu și apoi în ventriculul muscular puternic, unde are loc acțiunea principală de pompare. A patra și ultima cameră este conul arterial, care conține mai multe valve și trimite sângele către aorta ventrală. Aorta ventrală transportă sângele către branhii, unde este oxigenat și curge, prin aorta dorsală, în restul corpului. (La tetrapode, aorta ventrală s-a divizat în două; o jumătate formează aortă ascendentă, în timp ce cealaltă formează artera pulmonară).
La peștii adulți, cele patru camere nu sunt aranjate în linie dreaptă, ci formează un S, cu ultimele două camere situate deasupra primelor două. Acest tipar relativ simplu se găsește la peștii cartilaginoși și la peștii cu înotătoare radiate. La teleosteeni, conul arterial este foarte mic și poate fi descris mai corect ca parte a aortei, mai degrabă decât a inimii propriu-zise. Conul arterial nu este prezent la niciun amniot, presupunându-se că a fost absorbit în ventricule pe parcursul evoluției. În mod similar, deși sinusul venos este prezent ca structură vestigială la unele reptile și păsări, acesta este altfel absorbit în atriul drept și nu mai este distinct.

### Nevertebrate

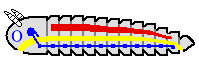
Structura de bază a corpului artropodului – inima prezentată în roșu

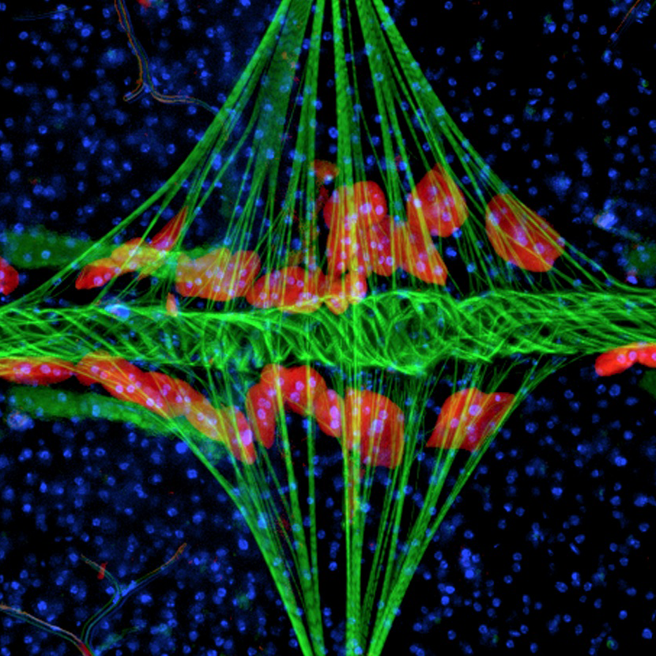
Inima tubulară (verde) a țânțarului Anopheles gambiae se extinde orizontal peste corp, interconectată cu mușchii aripii în formă de diamant (de asemenea verde) și înconjurată de celule pericardice (roșu). Albastrul reprezintă nucleele celulare.

Schema inimii de cefalopod

Artropodele și majoritatea moluștelor au un sistem circulator deschis. În acest sistem, sângele neoxigenat se adună în jurul inimii în cavități numite sinusuri. Acest sânge pătrunde încet în inimă prin multe canale mici cu sens unic. Inima pompează apoi sângele în hemocel, o cavitate între organe. Inima artropodelor este de obicei un tub muscular care se întinde de-a lungul corpului, sub spate și de la baza capului. În loc de sânge, fluidul circulator este hemolimfa, care transportă pigmentul respirator cel mai des utilizat, hemocianinăa pe bază de Cupru, ca transportator de oxigen. Hemoglobina este folosită doar de câteva artropode.
La unele alte nevertebrate, cum ar fi râmele, sistemul circulator nu este folosit pentru transportul oxigenului și este mult redus, neavând vene sau artere și constând din două tuburi conectate. Oxigenul se deplasează prin difuzie, iar la partea anterioară a animalelor există cinci vase mici și musculare care conectează aceste tuburi și care se pot considera "inimi".
Calamarii și alte cefalopode au două "inimi branhiale", cunoscute și sub denumirea de inimi branchiale, și o "inimă sistemică". Inimile branhiale au fiecare două atrii și un ventricul și pompează sângele către branhii, în timp ce inima sistemică pompează sângele către restul corpului.